# Vestische Straßenbahnen

Logo der Vestischen Straßenbahn, Kurzvariante

Die Vestische Straßenbahnen GmbH (kurz Vestische; Eigenschreibweise VESTISCHE) betreibt als Verkehrsunternehmen den öffentlichen Nahverkehr im Kreis Recklinghausen, in der Stadt Bottrop und im nördlichen Teil der Stadt Gelsenkirchen. Der Name der Gesellschaft leitet sich vom ehemaligen Vest Recklinghausen ab.
Geografisch wird das Gebiet zwischen Haltern am See und Herne und von Oberhausen bis Dortmund-Mengede sowie Lünen-Brambauer befahren. Damit ist die Vestische mit etwa 976 km² hinsichtlich des Bedienungsgebietes eines der größten Verkehrsunternehmen Deutschlands. Es betreibt 116 Buslinien mit etwa 242 Fahrzeugen, die mehr als 3600 Haltestellen anfahren. Der mittlere Abstand zwischen ihnen beträgt 509 Meter.
Die Vestische hat einen Personalstamm von 994 Beschäftigten, darunter sind 33 Auszubildende. Der Sitz der Verwaltung sowie der Hauptbetriebshof befinden sich in Herten; ein weiterer Betriebshof ist in Bottrop.
Die Vestische Straßenbahnen GmbH ist von Beginn an Mitglied im 1980 gestarteten Verkehrsverbund Rhein-Ruhr (VRR). Im Rahmen der Kooperation östliches Ruhrgebiet (KÖR) arbeitet die Vestische mit den Nachbarunternehmen Bogestra (Bochum-Gelsenkirchener Straßenbahnen AG), DSW21 (Dortmunder Stadtwerke AG), der HCR (Straßenbahn Herne-Castrop-Rauxel GmbH) und der Ruhrbahn zusammen.

## Geschichte

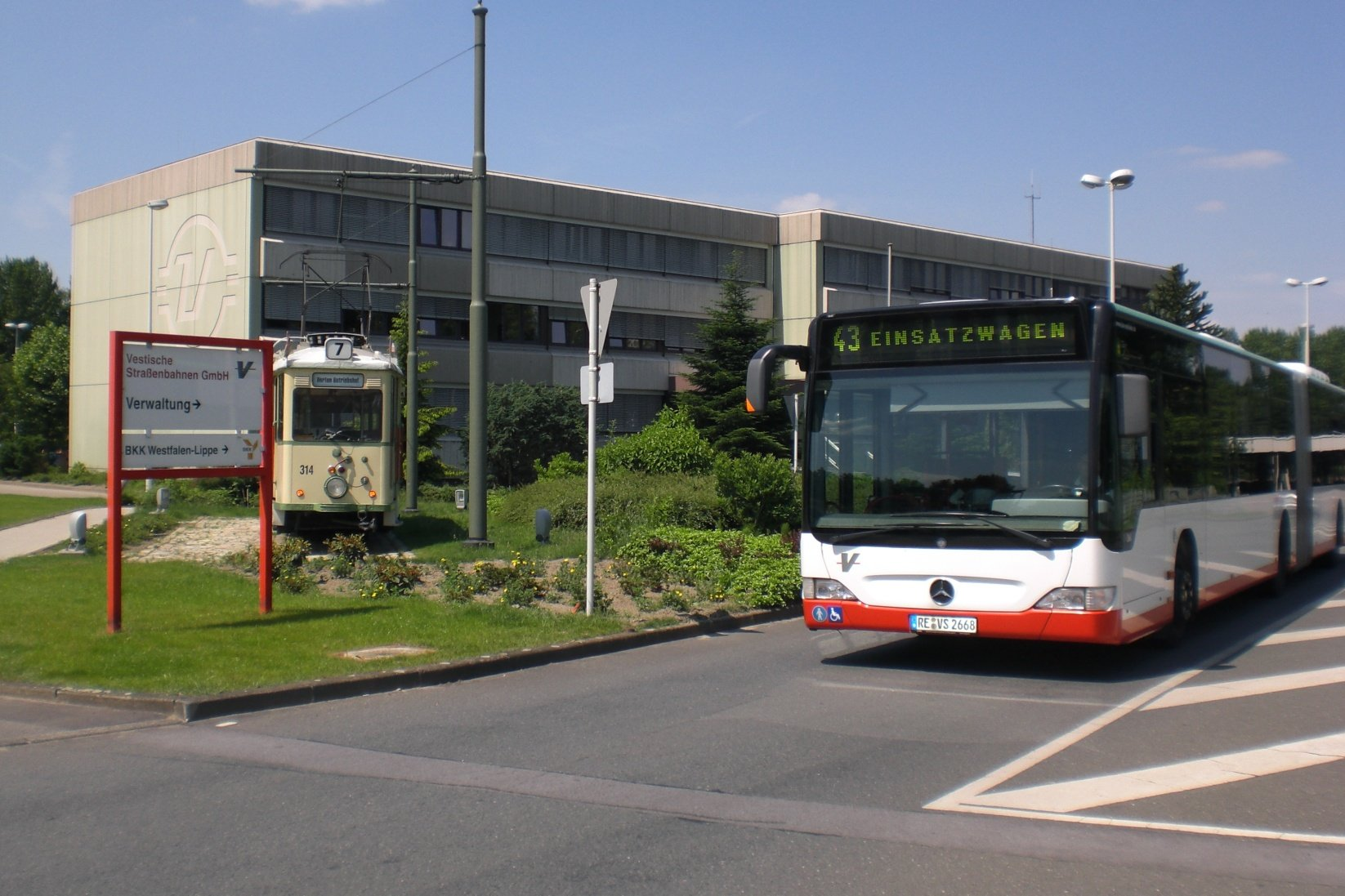
Die Verwaltung der Vestischen Straßenbahnen GmbH in Herten-Scherlebeck

Bedienungsgebiet der Vestischen Straßenbahnen GmbH

### Die Anfänge

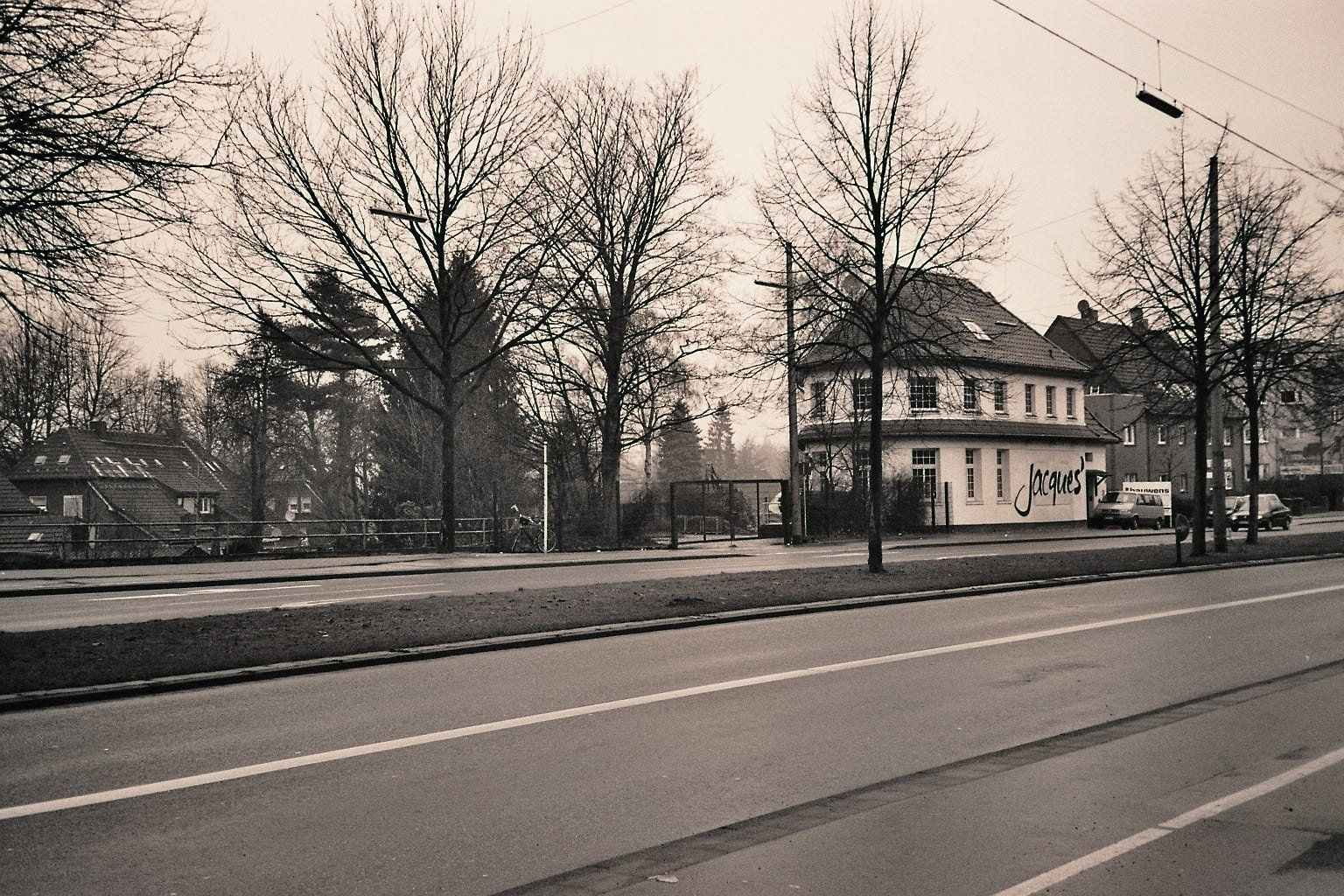
Ausfahrt des ehemaligen Betriebshofes in Gelsenkirchen-Buer

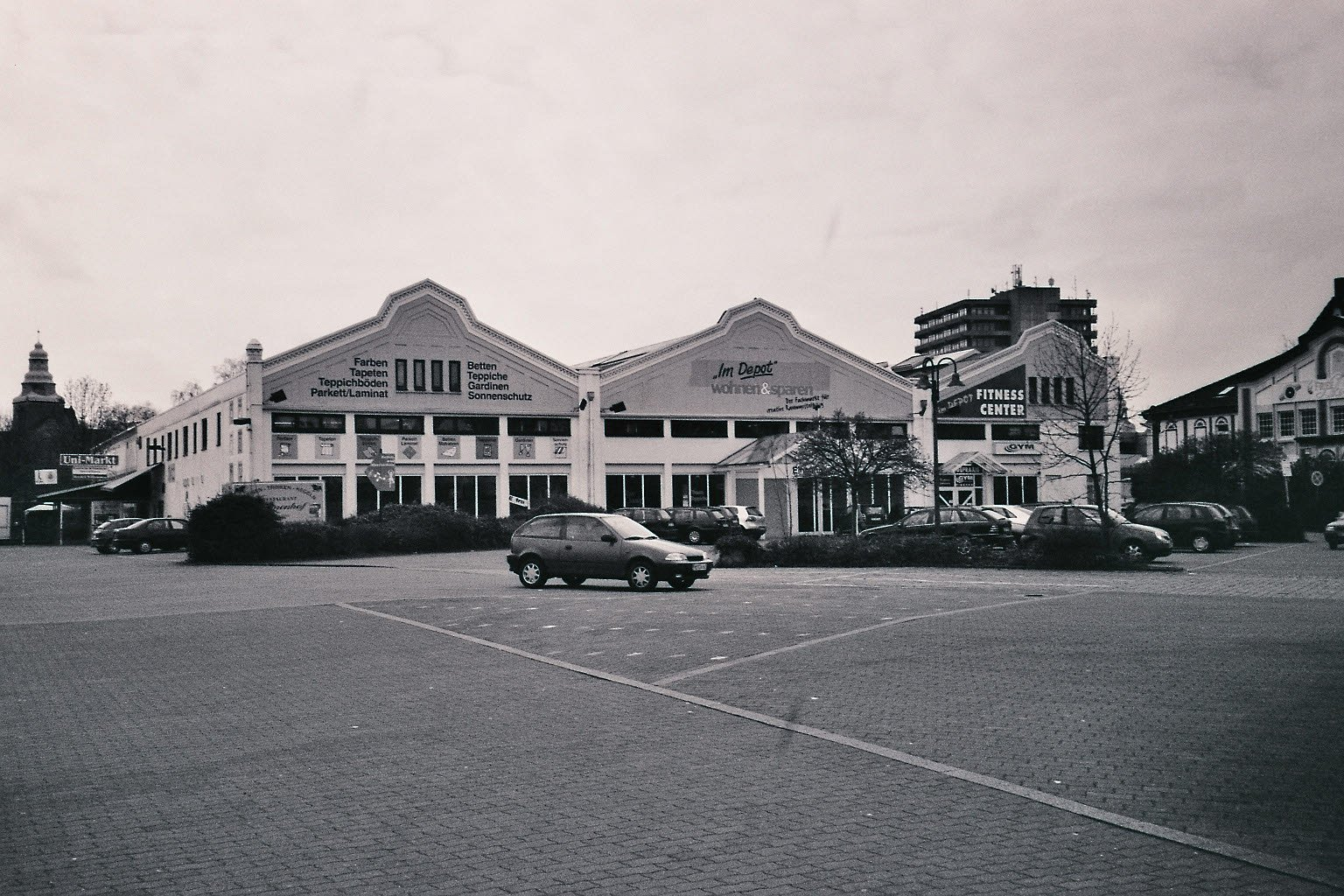
Der ehemalige Betriebshof der Vestischen Straßenbahnen in Recklinghausen

Die Anfänge des Personennahverkehrs im Ruhrgebiet sind auf das Ende des 19. Jahrhunderts zurückzuführen. Während die Emscher-Lippe-Region bis 1840 noch fast ausschließlich landwirtschaftlich genutzt wurde, erlebte sie mit der einsetzenden Industrialisierung einen wirtschaftlichen Aufschwung.
Der Ansiedlung der Großzechen in der südlichen und nördlichen Emscherzone folgte eine wahre Bevölkerungsexplosion: Während im Jahr 1820 nur 275.000 Einwohner im Ruhrgebiet gezählt wurden, erhöhte sich die Bevölkerungszahl bis 1910 auf schon auf 3½ Millionen Menschen. Zwar wurde ab dem Jahr 1888 viermal täglich ein Pferdeomnibus auf der Strecke Recklinghausen – Herten eingesetzt, jedoch war durch die erhöhte Bevölkerungsdichte die Kapazität weit überschritten. Andere Beförderungsalternativen gab es kaum. Man war zu Fuß oder mit dem Fahrrad unterwegs. Pferde oder gar Kutschen konnten sich nur die wenigsten leisten. Es gab zwar schon seit dem 1. Januar 1870 die Eisenbahnstrecke Wanne – Recklinghausen – Münster, jedoch war sie für die tägliche Nutzung zu weitmaschig angelegt.
Der Startschuss für die Vestischen Straßenbahnen GmbH fiel mit dem Bestreben, die Pferdeomnibus-Strecke durch eine elektrische Straßenbahnverbindung zu ersetzen. Auf Initiative des Landkreises Recklinghausen, unter Führung seines Landrates, kam es am 12. und am 26. Juni 1899 zu einem Gesellschaftsvertrag, der die Beteiligung der interessierten Kommunalverbände an der Finanzierung der geplanten Straßenbahnstrecke regelte. Die Anteilsverhältnisse an den Kosten waren wie folgt festgelegt: Herten 24 %, Kreis Recklinghausen 18 %, Stadt Recklinghausen 17 %, Recklinghausen-Land 17 % Wanne 17 % und Crange 7 %. Die Vestischen Straßenbahnen GmbH beruft sich auf den 10. Mai 1901 für ihren Betriebsbeginn, mit dem ersten Kurs auf der Linie Recklinghausen – Herten – Wanne.
Mit zehn Trieb- und sieben Beiwagen sowie 60 Mitarbeitern wurde der Betrieb aufgenommen. Der Betriebshof wurde in Herten an der Clemensstraße errichtet und beinhaltete neben der Wagenhalle noch die Schmiede, das Magazin, die Schreinerei, das Wachmeisterbüro, sowie einen Waschraum und einen Arbeitsraum für die Arbeiter. Die ersten Wagen besaßen 18 Sitzplätze auf Längsbänken. Zu dem Fahrzeugpersonal gehörte der Fahrzeugführer, sowie ein Schaffner, der für die Entwertung der Fahrscheine zuständig war und den Fahrer über eine Klingel, zu betätigen über ein Lederband befestigt unter der Decke an der Längsseite des Wagens, die Weiterfahrt, den Halt oder einen Notfall signalisierte. Der Fahrpreis betrug damals pro Teilstrecke fünf Pfennig. Die wesentliche Aufgabe der Straßenbahn bestand in dem Transport der Arbeiter zu ihren Arbeitsstätten.
In den Folgejahren bis 1909 verdichtete sich das Liniennetz der Recklinghausener Straßenbahnen – so nannte sich das Unternehmen seit 1908 – immer mehr. Teilstrecken wurden gebaut oder von anderen Gesellschaften übernommen. Ein zweiter Betriebshof in Bottrop wurde am 9. Mai 1909 an der Gladbecker Straße eröffnet. Zusätzlich zu der Erstausstattung wurden für die hinzugekommenen Linien 17 Trieb- und elf Beiwagen beschafft. Das Herten-Recklinghausener Netz verfügte im Jahr 1909 über 31,4 km Streckenlänge, das Bottroper Netz über 18,34 km. Diese wurden von je einer Direktion in Bottrop und einer Direktion in Herten verwaltet. Am 1. April 1913 wurden schließlich beide Direktionen in Herten zusammengefasst. Im selben Jahr wurde zur Vereinfachung Linienbezeichnungen eingeführt, wobei dem Hertener Netz Ziffern zugeteilt wurde, während das Bottroper Netz Buchstaben erhielt. Die einzelnen Teilstrecken wurden zu zusammenhängenden Linien verbunden.

### Erster Weltkrieg
Im Jahr 1914 gab es erhebliche Einschränkungen der Fahrleistung, da viele Beschäftigte den Kriegsdienst antraten. Wegen mangelnden männlichen Personals wurden erstmals auch Frauen für den Betrieb eingesetzt. Sie übernahmen anfangs die Tätigkeiten des Schaffners. In dieser Zeit begann auch der Güterverkehr, der bis 1924 durchgeführt wurde. Die jährliche Menge an beförderten Gütern lag zwischen 5000 und 6000 Tonnen. Für diesen Zweck wurden extra drei E-Loks angeschafft. Zudem wurde eine Dampflok und eine Benzol-Lok für den Güterverkehr eingesetzt. Ungeachtet der Kriegsereignisse wurden weitere Straßenbahnlinien in den Jahren 1916–1918 in Betrieb genommen.
Am 21. Mai 1915 wurde ein Gesellschaftsvertrag geschlossen, an dem 24 Kommunalverbände beteiligt waren. Das Stammkapital wurde auf 1,707 Millionen Mark festgelegt. Gesellschafter waren der Stadt- und Landkreis Recklinghausen, der Stadtkreis Buer, die Gemeinden des Landkreises Recklinghausen und die Gemeinden Wanne. Als Name wurde Vestische Kleinbahnen GmbH gewählt, womit der räumliche Bezug und der Gegenstand der Gesellschaft klar umrissen waren.

### 1920–1939
Seit Oktober 1920 ließ die Vestische Kleinbahnen Omnibusse fahren. Die Busse glichen damals mehr einer motorisierten Kutsche, verfügten über zehn Sitzplätze und sechs Stehplätze. Zwei Linien wurden in Betrieb genommen: die Strecke Schalke – Buer – Gladbeck, wo der Bus Vorreiter für die Straßenbahnstrecke wurde, und die Strecke Herten – Marl über Langenbochum, Westerholt, Buer, Hassel und Polsum. Diese Linie musste jedoch wegen fehlender Rentabilität schon nach einem Monat wieder eingestellt werden.
Am 2. Juni 1923 wurde die Betriebsführung der Straßenbahn Herne–Baukau–Recklinghausen durch die Vestische Kleinbahnen GmbH übernommen. Mit dem Ausbau des Liniennetzes und dem Kauf der sich noch im Besitz der Stadt Recklinghausen befindlichen Strecke Recklinghausen – Röllinghausen waren die Finanzmittel des Landkreises erschöpft. Um die schon in Bau befindlichen Strecken doch noch vollenden zu können, entschloss sich 1927 die Direktion, Dollaranleihen aufzunehmen. 1.750.000 US-Dollar der Foreign Trade Securities Co. New York sollten helfen, den Betrieb in Gang zu halten. Als Sicherheit diente die Eintragung einer Sicherheitshypothek im Bahngrundhandbuch zugunsten der Deutschen Landesbank-Zentrale AG Berlin als deutschem Treuhänder. Die Vestischen Kleinbahnen waren zum Jahresende 1934 auf 226,7 km angewachsen, die Streckenlänge auf 185,8 km. Auf diesem Netz beförderte man zwischen 8,9 Millionen (1938) und 17,1 Millionen (1933) Fahrgäste.
Die Straßenbahn Herne–Baukau–Recklinghausen ging am 28. Oktober 1939 in den Besitz der Vestischen Kleinbahnen GmbH über. Ebenso wurden auch die 80 Beschäftigten übernommen. An die Bogestra wurde die Strecke zwischen Buer und Schalke und in Horst am 15. August 1939 verkauft. Ein Versuch, im Gegenzug die Strecke Buer nach Horst zu erhalten, gelang nicht. Im Jahr 1939 genehmigte die Reichsbahn die Verlegung von Gleisen über den Bahnübergang in Gladbeck, allerdings ohne Oberleitungen. Somit war man nicht mehr darauf angewiesen, Wagen über das Netz der Bogestra zu befördern. Auf dem Gelände der Chemischen Werke Hüls wurden zwischen März und Mai 1939 3,3 km Gleise verlegt.

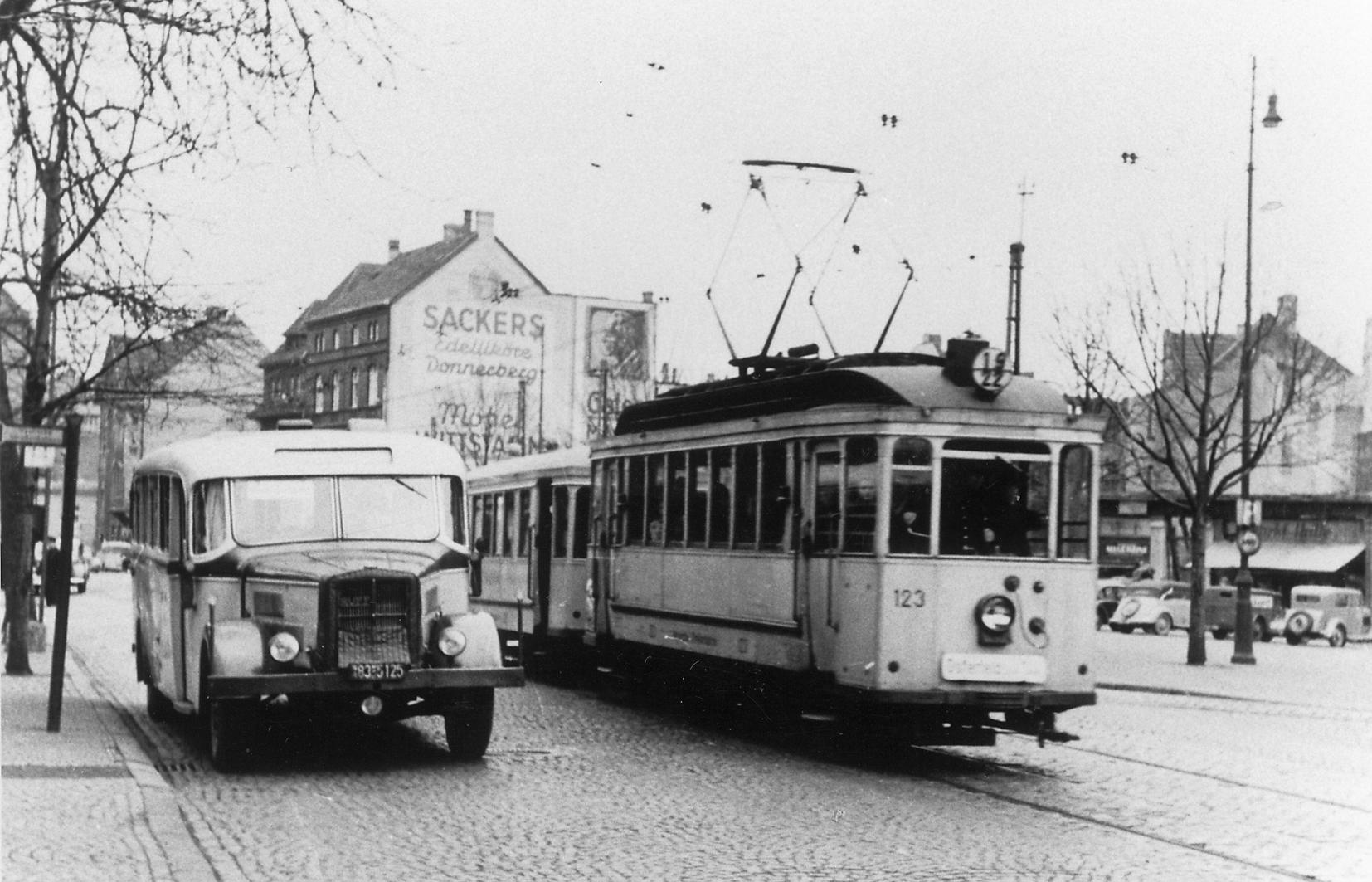
Der Altmarkt in Bottrop in den 1940er Jahren

Zu diesem Zeitpunkt betrieb man auch mit den benachbarten Gesellschaften einige Gemeinschaftslinien. Mit den Oberhausener Straßenbahnen gab es zwei Linien von Bottrop aus. Auch mit der Westfälischen Straßenbahn hatte man eine gemeinsame Linie. So befuhr man zusammen mit der Bogestra zwei Linien von Gladbeck nach Gelsenkirchen und eine Linie von Recklinghausen über Marl nach Gelsenkirchen.

### Zweiter Weltkrieg
Nach Kriegsbeginn waren die Beförderungsleistungen – nicht zuletzt wegen der neuen Strecke zu den Chemischen Werken – beachtlich gestiegen, von 20,4 Millionen im Jahr 1939 bis zu 62 Millionen Personen im Jahr 1943. Auch der Personalbestand nahm 1939 im größeren Umfang zu. Doch wegen des mangelnden männlichen Personals musste immer mehr auf weibliche Arbeitskräfte zurückgegriffen werden. 1944 waren von 1450 Beschäftigten 670 weiblich.
Am 7. Februar 1940 wechselte die Vestische Kleinbahnen GmbH ihren Namen, um den Zweck und Aufgabe der Gesellschaft klarer zum Ausdruck zu bringen, aus ihr wurde die Vestische Straßenbahnen GmbH. 1941 nahm das Unternehmen, wie im Zweiten Weltkrieg üblich, den öffentlichen Güterverkehr auf. Zunächst hieß es, die Lebensmittelversorgung sicherzustellen. In den letzten beiden Kriegsjahren galt es, Baumaterial aller Art in die Stadtzentren zu schaffen, in erster Linie für den Bunkerbau. Aus diesem Grund waren Gleise in Kriegszeiten wichtige militärische Ziele. Die seit Mai 1940 einsetzenden Bombenangriffe und schlechte Wetterverhältnisse führten zu schweren Beschädigungen am Gleisnetz, zu deren Behebung zusätzliche Gleisbaukolonnen aufgestellt werden mussten.

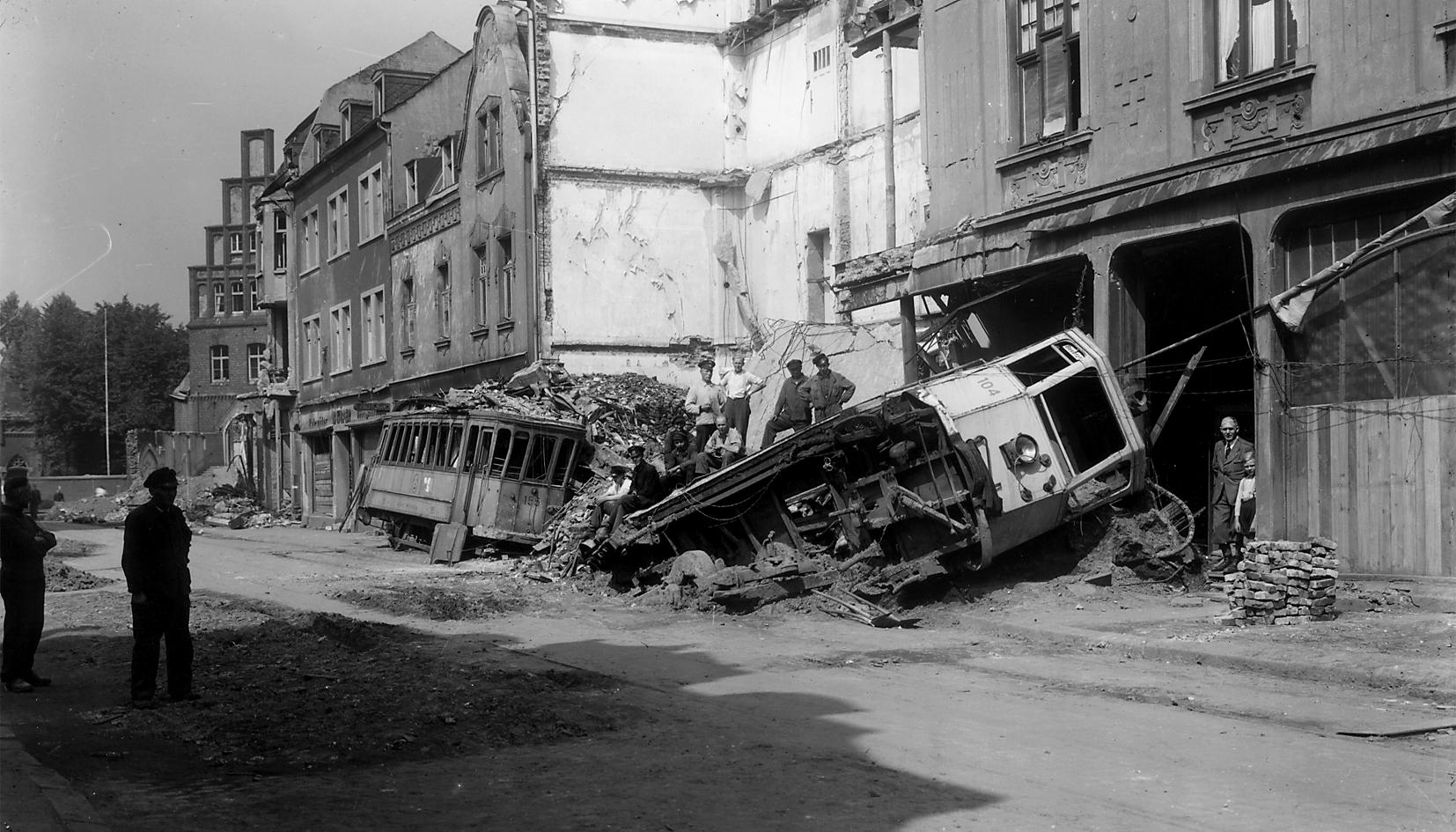
Zerstörter Straßenbahnwagen der Vestischen in Gladbeck zu Zeiten des Zweiten Weltkriegs

Erst als 1945 die Front näher rückte, kam der Verkehr am 27. März 1945 für einen Monat ganz zum Erliegen. Zum Jahresende 1945 waren nur noch 52 Trieb- und 42 Beiwagen einsatzbereit. Außer Dienst blieben vorerst 63 Trieb- und zwölf Beiwagen. Fast alle fahrbereiten Omnibusse mussten der Wehrmacht zur Verfügung gestellt werden und gingen in den letzten Kriegsjahren verloren.

### 1945 bis Ende der 1950er Jahre
Am 10. April 1945 beauftragte die Militärregierung die Betriebsleitung der Vestischen Straßenbahnen GmbH so bald wie möglich wieder den Verkehr aufzunehmen. Viele Männer waren in Kriegsgefangenschaft geraten. Die heimkehrenden Männer wurden vom Arbeitsamt vorzugsweise zu den Zechen geschickt, die dringend Arbeitskräfte benötigten. Bei der Vestischen waren bis Ende 1946 immer noch 64 Betriebsangehörige nicht aus der Gefangenschaft zurück. Frauen wurden an deren Stelle im Schaffnerdienst eingesetzt. Die ersten Teilstrecken, die am 28. April 1945 wieder befahren wurden, waren die Linien Herten – Segensberg, Herten – Langenbochum und Recklinghausen – Erkenschwick. Bis zum 1. Juli 1953 waren alle 23 Linien wieder in Betrieb. 1950 wurden 190 km Strecken befahren, mit denen die Vestische zu den größten Straßenbahnbetrieben Deutschlands gehörte. Im September 1953 hatte das Straßenbahnnetz der Vestischen Straßenbahnen GmbH seine größte Ausdehnung. Nach 1953 wurden zunehmend Straßenbahn- durch Buslinien ersetzt.

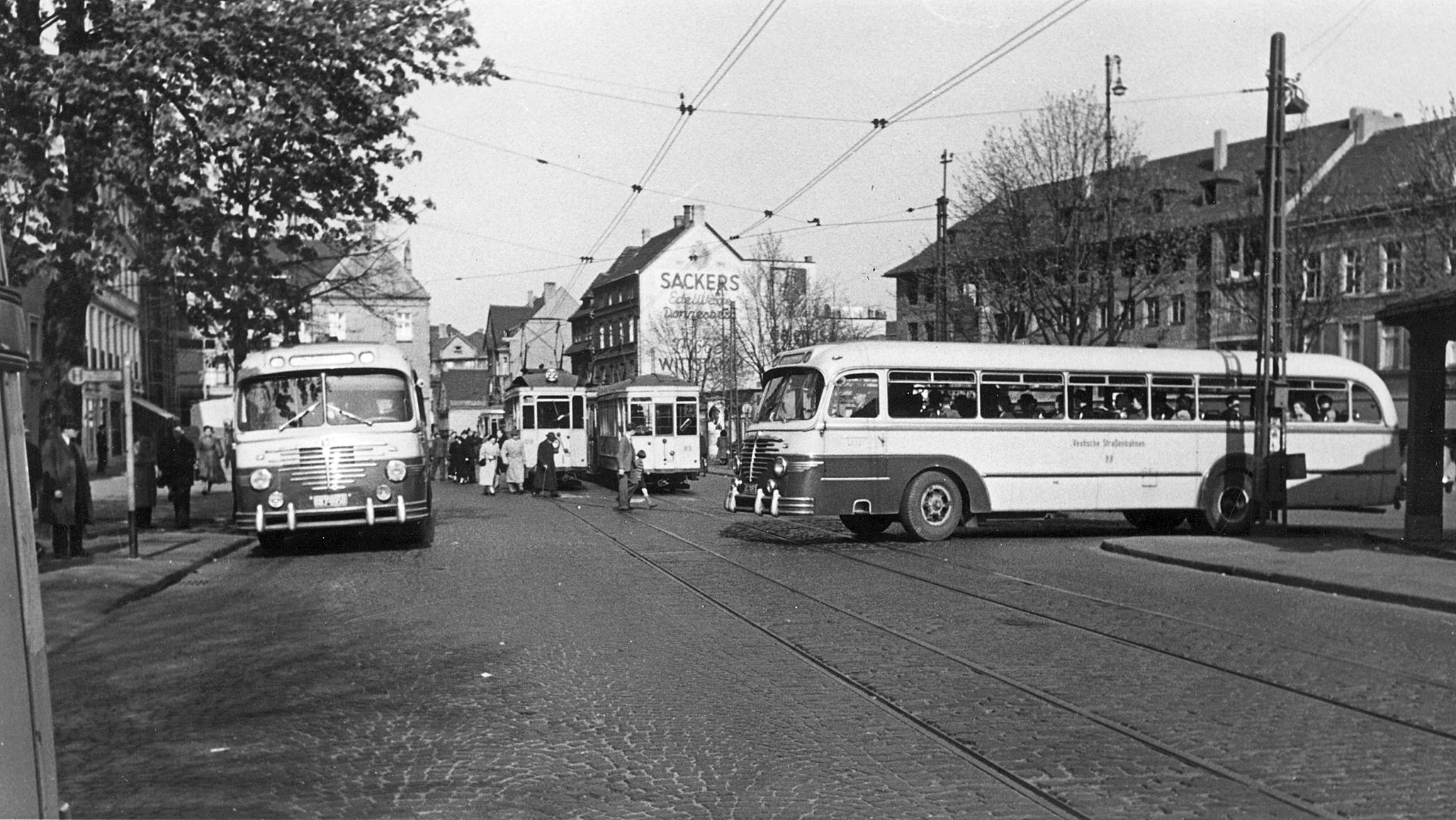
Der Altmarkt in Bottrop in den 1950er Jahren

Im Jahr 1962 lag die Anzahl der Fahrgäste bei etwa 61½ Millionen. Trotz der hohen Beförderungszahl war die Vestische zu Rationalisierungsmaßnahmen gezwungen. Die Einnahmen aus dem Verkauf von Fahrscheinen deckten kaum die Ausgaben, die zusätzlich durch steigende Materialpreise und Lohnerhöhungen zunahmen. Der Fahrer sollte in Zukunft die Aufgaben des Schaffners übernehmen. Zunächst wurde dieses System auf schwach frequentierten Buslinien stundenweise ausprobiert. In der Zwischenzeit entschied sich das Unternehmen, wegen des aus dem Krieg resultierenden Arbeitskräftemangels, wieder Frauen als Kurzdienstschaffnerinnen in den Betrieb aufzunehmen. Zusätzlich wurden Schaffner unter 21 Jahren eingestellt. Doch das größte Problem stellte der zunehmende Individualverkehr Mitte der 1960er Jahre dar. Während es 1950 nur zwei Millionen zugelassene Pkw waren, so stieg die Zahl bis 1965 auf 12,1 Millionen. Neben dem Pkw-Fahrer fielen auch Kollegen, die zur Arbeit mitgenommen wurden, als Kunden weg. Diesem Problem wollte die Vestische mit einer verbesserten Verkehrssituation, moderneren Fahrzeugen und zusätzlichem Service durch Errichtung von Fahrgastunterständen im Jahr 1959 entgegenwirken.

### Seit 1982 ohne Straßenbahn
Ab 1956 erfolgte zunächst nur vereinzelt eine Reduzierung der Straßenbahnlinien, die ab 1960 verstärkt wurde. Im Juni 1976 kam ein auf Anfrage der Betriebsführung erstelltes Gutachten zum Ergebnis, dass der Omnibusbetrieb die Beförderungskapazität übersteige und der Straßenbahn betriebswirtschaftlich überlegen sei. Ein wirtschaftlicher Straßenbahnbetrieb wäre nur in der ersten Hälfte des 20. Jahrhunderts möglich gewesen, da die Bahn zu dieser Zeit die einzige Alternative zum Pferdewagen und Fahrrad gewesen sei. Eine Straßenbahn rechne sich nur in großen Metropolen mit hohem Fahrgastaufkommen. Omnibusse seien wirtschaftlicher, flexibler (da nicht an Schienen gebunden) und dabei ebenso fahrgastfreundlich. Das Gutachten empfahl daher eine vollständige Umstellung des Betriebs auf Busverkehr im Zeitraum von sechs Jahren.
1981 wurden zwei Wagen als Museums-Straßenbahn dem Traumlandpark überlassen, wo sie bis 1991 fuhren.

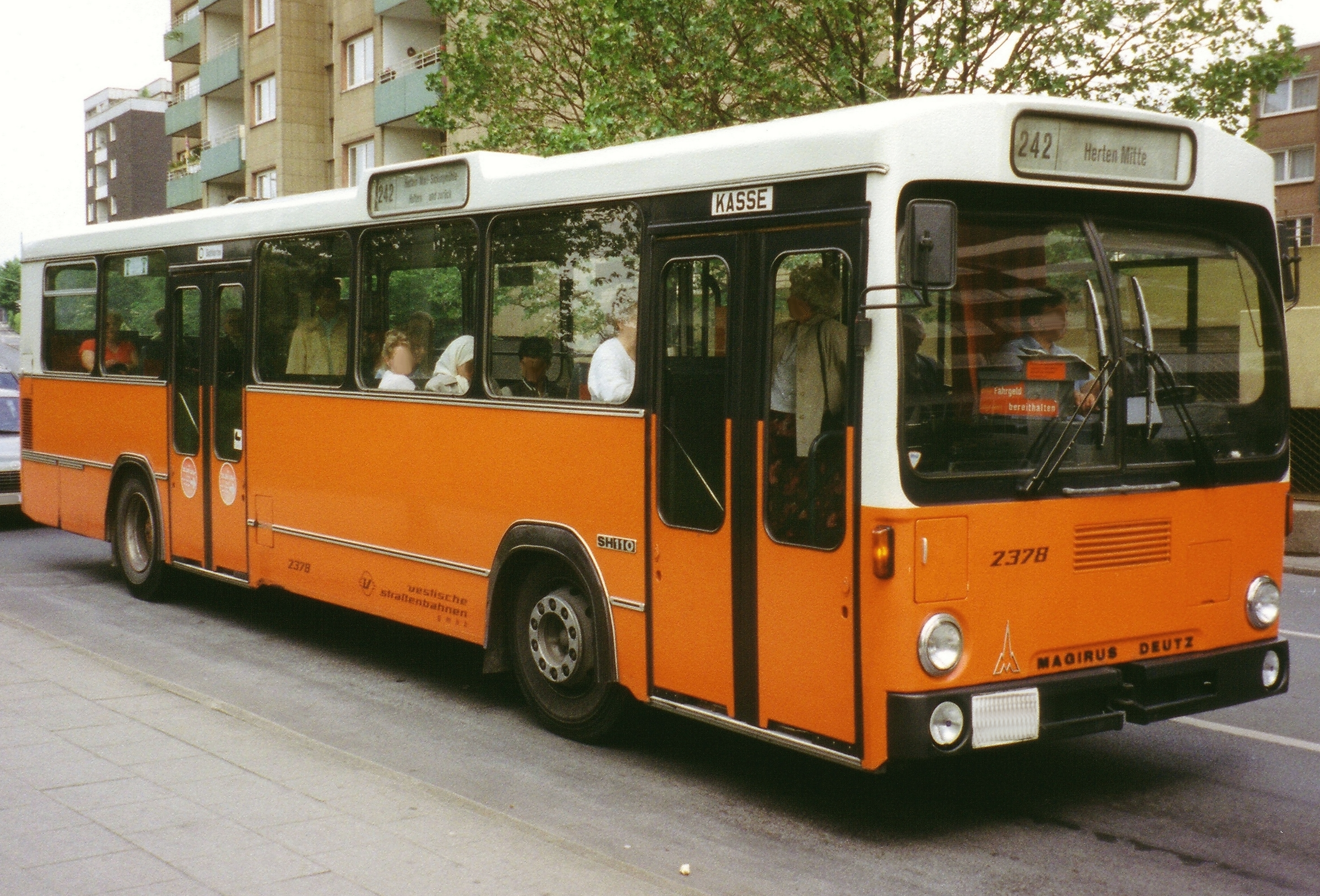
Magirus-Deutz SH110 der Vestischen Straßenbahnen aus den 1970er Jahren (historische Aufnahme)

Der Straßenbahnbetrieb wurde am 3. Oktober 1982 mit der Aufgabe des letzten Streckenteils Recklinghausen Hbf. – Herne Bf. der Gemeinschaftslinie 305 (Vestische und Bogestra) eingestellt. Die verbliebenen Fahrzeuge wurden an die Verkehrsbetriebe in Lille verkauft. (Nur der Triebwagen 380 blieb auf Initiative eines Privatmanns erhalten und gelangte zuerst nach Schwerte (Schwerter Museumsstraßenbahn e. V.) und 1997 in das damalige Heimat- und Naturkunde-Museum Wanne-Eickel. Dort wurde er 2016 verschrottet.) Seitdem ist die Vestische ein reiner Busbetrieb. Im Zuge der Betriebsumstellung wurden auch die nunmehr überflüssigen Oberleitungen und Gleise entfernt. Anstelle der vielen kleinen Betriebshöfe, die für den Straßenbahnverkehr nötig waren, ließ das Unternehmen zwei neue Betriebshöfe in Bottrop und Herten errichten. Der Betriebshof in Bottrop wurde am 30. Juli 1978 eingeweiht. Der Hertener Betriebshof feierte seine Neueröffnung am 3. Oktober 1982. Auch die Hauptwerkstatt und die Verwaltung sind auf diesem Gelände untergebracht.
Um den Personennahverkehr kostengünstiger und fahrgastfreundlicher zu gestalten, schlossen sich zum 1. Januar 1980 19 kommunale Verkehrsunternehmen – darunter die Vestische und die Deutsche Bahn AG, zum Verkehrsverbund Rhein-Ruhr (VRR) zusammen. Alleiniger Gesellschafter dieser Institution ist der Zweckverband Verkehrsverbund Rhein-Ruhr, dem 19 kreisfreie Städte und fünf Kreise angehören. Die Vestische bedient das nördlichste und flächenmäßig größte Gebiet des VRR. Der Verkehrsverbund legt seitdem die Tarifgebiete fest, bestimmt die Fahrpreise und verteilt die Einnahmen. Im Bedienungsgebiet des VRR wurde für mehr als 7½ Millionen Einwohner ein Netz öffentlicher Verkehrsmittel angeboten, mit einheitlichen Tarifen und Beförderungsbedingungen, einheitliche Vertriebssystemen und aufeinander abgestimmten Fahrplänen.

## Historische Straßenbahnstrecken, Eröffnungen, Stilllegungen und Linienführungen
Die genannten Streckenverläufe stützen sich auf die Sichtung historischer Messtischblätter, Stadtpläne und anderer Landkarten. Die bei den Strecken aufgeführten Straßenbahnlinien verkehrten zum Teil nur auf Teilabschnitten dieser Strecken und/oder nur zeitweise, dann hier in Klammern aufgeführt. Zu einzelnen Daten sind nur widersprüchliche oder unpräzise Angaben bekannt.

### Straßenbahnstrecken und Linienbezeichnungen von Anfang Mai 1914
| Linie | Strecke                                                  |
| ----- | -------------------------------------------------------- |
| 1     | Wanne – Herten – Recklinghausen – Erkenschwick – Datteln |
| 2     | Herten – Buer                                            |
| 3     | Recklinghausen – Suderwich – Henrichenburg – Datteln     |
| A     | Gladbeck – Bottrop – Osterfeld                           |
| B     | Gladbeck – Horst                                         |
| C     | Boy – Bottrop-Pferdemarkt – Prosper II                   |

### Eröffnung und Schließung der Streckenabschnitte und deren Lokalisierung, 1898–1982
| Eröffnungsdatum          | Streckenabschnitt | lfd. Nr. der Strecke | Linie(n)                                                                        | Datum Stilllegung |
| ------------------------ | --- | -------------------- | ------------------------------------------------------------------------------- | --- |
| 26. Feb. 1898            | RE Hbf – (Kaiserwall) – Viehtor – (Herner Str.) – späterer Abzweig König Ludwig, Strecke 17 – (Bochumer Str.) – Hochlarmark – Baukau – Schloss Strünkede – Herne Bf | Strecke 1            | HBR, 8, 18, 5 neu, 305, (13), (5 alt)                                           | Strecke der Straßenbahn Herne-Baukau-Recklinghausen bis 28. Oktober 1939, dann VESTISCHE, Gemeinschaftsverkehr mit BOGESTRA, stillgelegt 4. Oktober 1982                                              |
| 10. Mai 1901             | RE Steintor, Herzogswall / Hertener Str. / Kemnastr., spätere Verlängerung vom / zum Hbf, Strecke 3, und Abzweig Strecke 45 – (Hertener Str.) – Hochlar – Disteln – (Kaiserstr.) – Abzweig Kaiserstr. / Feldstr., späterer Abzweig Strecke 26 – (Kaiserstr.) – Herten Mitte, Gabelung Kaiserstr. / Markt (heute Antoniusstr.) / Ewaldstr., späterer Abzweig Strecke 4 – (Ewaldstr.) – Herten Süd, späterer Abzweig Ewaldstr, / Herner Str., Strecke 36 – (Ewaldstr.) – Waldfriedhof Wanne – Kanalbrücke – Crange – (Dorstener Str.) – Wanne – (Bahnhofstr., heute Hauptstr.) – (Buschmannhof / Amtmann-Winter-Str.) – (später weiter bis zum ostwärts verlegten Hbf Wanne-Eickel zusammen mit der BOGESTRA-Strecke aus Richtung Bochum) | Strecke 2            | < 1 alt >, 1, (6), (7), (9), (10), (11 neu), (12), (13), (14), (15), (16), (24) | Wanne-Eickel Hbf – Herten S, Herner Str.: 16. August 1970. Herten Süd, Herner Str. – Herten Mitte, Nordring (heute Konrad-Adenauer-Str.): 3. Juni 1973. Herten Mitte – RE Steintor: 15. November 1975 |
| 1907                     | RE Hbf – (Wickingstr.) – späterer Abzweig Wickingstr. / Halterner Str. / Börster Weg, Strecken 17 und 16 – (Am Lohtor) – (Herzogswall) – späterer Abzweig Herzogswall / Dorstener Str., Strecke 18 – (Herzogswall) – späterer Abzweig Herzogswall / Reitzensteinstr., Strecke 19 – (Herzogswall) – Abzweig Steintor, Herzogswall / Hertener Str. / Kemnastr., weiter Strecken 2 und 45 | Strecke 3            | < 1 alt >, 1, (6), (7), (9), (10), (12), (14), (16), (24), (42)                 | RE Steintor – RE Hbf.: 15. November 1975 |
| 1. Mai 1908              | Herten Mitte, Gabelung Kaiserstr. / Ewaldstr. / Markt (heute Antoniusstr.) (von Strecke 3) – (Markt) – (Kaiserstr., heute Kurt-Schumacher-Str. und Resser Weg) – späterer Abzweig Resser Weg / Hertener Str., Strecke 41 – (Resser Weg) – (Recklinghauser Str.) – (Hertener Str.) – GE-Resse Ewaldstr. (weiter Strecke 21) | Strecke 4            | < 2 alt >, 10, 11 neu,                                                          | 1. Oktober 1980 |
| 7. Apr. 1909             | RE Hbf – (Dortmunder Str.) – späterer Abzweig Dortmunder Str. / Castroper Str., Strecke 10 – (Castroper Str.) – (Suderwichstr.) – (Ehlingstr.) – Suderwich altes Dorf, Kreuzung Schulstr. – (Ehlingstr.) – (heutige Sachsenstr.) – Suderwich Bf (weiter Strecke 14) | Strecke 5            | < (1 alt) >, < 3 alt >, 3, (2)                                                  | 6. Juni 1962 |
| 18. Mai 1909             | GLA Mitte, Hochstr. – GLA Rathaus, späterer Abzweig Bottroper Str. / Rentforter Str., Strecke 9 – (Bottroper Str.) – Stadtgrenze – (Gladbecker Str.) – Eigen – späterer Abzweig Gladbecker Str. / Horster Str. / Osterfelder Str., Strecke 12 – (Osterfelder Str.) – BOT Mitte, Pferdemarkt (weiter Strecke 7) | Strecke 6            | <a>, <b>, 10, 17, 19, 23                                                        | 27. November 1976 |
| 15. Juli 1909            | BOT Mitte, Pferdemarkt (von Strecke 6) – (Osterfelder Str.) – Kreuzung Osterfelder Str. / Heidenheck / Eupener Str. / späterer Abzweig straßenfern Richtung Sterkrader Str., Strecke 38 – (Osterfelder Str.) – Stadtgrenze – (Bottroper Str.) – (Gildenstr.) – Osterfeld Mitte, Marktplatz (Gemeinschaftsverkehr mit Straßenbahn Oberhausen) (weiter Strecke 39) | Strecke 7            | <a>, 10, 17, 23                                                                 | 20. Oktober 1974 |
| 15. Juli 1909            | GLA Rathaus (von Strecke 6), späterer Abzweig Bottroper Str. / Rentforter Str., Strecke 6 – (Rentforter Str.) – späterer Abzweig Rentforter Str. / Schultenstr., Strecke 41 – (Rentforter Str.) – (Sandstr.) – Rentfort Hegestr. (weiter Strecke 43) | Strecke 8            | <a>,17, 23                                                                      | 22. November 1964 |
| 2. Sep. 1909             | GLA Mitte, Hochstr. (von Strecke 6) – (Kaiserstr., heute Horster Str.) – GLA Marktplatz / Lambertistr. – (Horster Str.) – spätere Gabelung Horster Str. / Mitte der 1950er Jahre neu angelegte Wiesmannstr. (spätere Führung der Strecke über Wiesmannstr. – Kärntener Ring – Turfstr.) – (alte Führung Horster Str.) – Stadtgrenze GLA-Rosenhügel / GE-Horst – (Horst-Gladbecker Str.) – Bf Horst Nord (weiter Strecke 11) | Strecke 9            | <b>, 17, 23                                                                     | 31. Oktober 1978 |
| 15. Dez. 1909            | RE, Abzweig Dortmunder Str. / Castroper Str. (von Strecke 5) – (Dortmunder Str.) – (Stirnbergstr.) – Erkenschwick Marktstr. (weiter Strecke 13) | Strecke 10           | < 1 alt >, 2                                                                    | 29. Mai 1960 |
| 13. Mai 1910             | Bf Horst Nord (von Strecke 9) – (Horst-Gladbecker Str.) – Horst Mitte, Kreuzungsbereich Horst-Gladbecker Str. / Buerer Str. / Essener Str. (Anschluss an BOGESTRA-Strecken nach GE-Buer und nach GE Hbf über GE-Heßler) – (Essener Str.) – Kreuzung Essener Str. / Devensstr. / Bottroper Str. (Anschluss Strecke 46 und über Essener Str. nach Essen) (spätere Führung über Turfstr. – Devensstr.) (Strecken in Horst 1939 von der VESTISCHEN an die BOGESTRA verkauft) (Streckenverlauf der Gemeinschaftslinie 17 Gladbeck – Gelsenkirchen, 1924 bis 3. August 1934, im Bereich der BOGESTRA: GE-Horst Mitte – (Burgstr.) – Schloss Horst – (An der Rennbahn) – (Schloßstr.) – ehem. Bf Horst Süd – ehem. Zeche Nordstern – (Kranefeldstr.) – (An der Rennbahn) – Emscher- und Kanalbrücke – (Grothusstr.) – (Lohebleckstr., heute nur noch Feldweg) – (Fersenbruch) – (Grimmestr.) – (Dammstr.) – Westfriedhof – (verlängerte Dammstr. über heutige Autobahn hinaus) – (Heßlerstr.) – (Wilhelminenstr.) – (Trasse Richtung Kennedyplatz 1971 durch das Zentralbad überbaut) – (Ebertstr.) – (Alter Markt) – Machensplatz – (Husemannstr.) – Gelsenkirchen Hbf) | Strecke 11           | <b>, 17, 23                                                                     | 31. Oktober 1978 |
| 29. Mai 1913             | BOT Mitte (von Strecke 6), späterer Abzweig Osterfelder Str. / Gladbecker Str. / Horster Str., Strecke 37 – (Horster Str.) – BOT-Boy Bf (weiter Strecke 30) | Strecke 12           | < C >, 17, 23                                                                   | 23. August 1970 |
| 31. Mai 1913             | Erkenschwick Marktstr. (von Strecke 10) – (Ewaldstr.) – Rapen – (Friedrich-Ebert-Str) – Datteln, Abzweig Friedrich-Ebert-Str. / Castroper Str. (weiter Strecke 14) | Strecke 13           | < 1 alt >, 2                                                                    | 1. September 1957 |
| 1913/1914                | Suderwich Bf (von Strecke 5) – (heutige Sachsenstr.) – Suderwicher Heide, Einmündung Sachsenstr. / Henrichenburger Str. – (Henrichenburger Str.) – (verschwundene Trasse durch das Industriegebiet Henrichenburg) – Kanal – (Freiheitstr.) – Henrichenburg Mitte – (Hebewerkstr.) – (Suderwicher Str.) – (Wittener Str.) – späterer Abzw. Wittener Str. / Provinzialstr., Strecke 29 – Datteln Bf in Meckinghoven – (Castroper Str.) – Datteln, späterer Abzweig Castroper Str. / Friedrich-Ebert-Str., Strecke 13 – (Castroper Str.) – Datteln Mitte, heutiger Neumarkt, Abzweig Castroper Str. / unweit Ahsener Str. / Hohe Str. – (Hohe Str.) – Datteln, Tigg, alter Markt – (Lohstr.) – Endhaltestelle Loh, Grüner Weg / Lohstr. | Strecke 14           | < (1 alt) >, < 3 alt >, 3, (2), (14)                                            | Datteln Loh – Henrichenburg: 1. September 1957. Henrichenburg – Suderwicher Heide, Sachsenstr. / Henrichenburger Str.: 29. März 1960. Suderwicher Heide – RE Hbf: 6. Juni 1962                        |
| Ende 1913 / 15. Mai 1914 | Bottrop Mitte, Pferdemarkt – (Hochstr.) – (Prosperstr.) – Zeche Prosper II | Strecke 15           | < C >, 22                                                                       | 23. August 1953 |
| 27. Mai 1914             | RE Mitte, Abzweig Wickingstr. / Halterner Str. / Börster Weg, von Strecke 3 – (Halterner Str.) – Speckhorn – (Halterner Str.) – (Grävenkolkstr.) – Marl-Sinsen Bf – (Bahnhofstr.) – (Victoriastr.) – Marl-Hüls Mitte, Stadtschenke (Anschluss Strecke 35) | Strecke 16           | 12, 14, 24, (10)                                                                | RE Mitte – Speckhorn – Marl-Sinsen: 24. September 1966. Sinsen – Hüls: 27. Mai 1969 |
| 20. oder 30. August 1914 | RE-Süd, Abzweig Herner Str. / König-Ludwig-Str. (von Strecke 1) – (König-Ludwig-Str.) König Ludwig – (Overbergstr.) – (Marienstr.) – Endstelle Röllinghausen, Abzweig Marienstr. / Merveldtstr. / Horsthauser Str. (späterer Anschluss Westfälische Straßenbahn Richtung Herne; das Gebiet um die Endhaltestelle Röllinghausen gehört nach einer Grenzverschiebung ostwärts heute zum Stadtteil GE König Ludwig) (RE-Süd – Röllinghausen Strecke der Stadt Recklinghausen, um 1925 Verkauf an die VESTISCHE, ab 18. September 1925 Gemeinschaftsverkehr mit der Westfälischen Straßenbahn) | Strecke 17           | D, 5 alt                                                                        | 27. Mai 1969 |
| 29. Aug. 1915            | RE Mitte, Abzweig Herzogswall / Dorstener Str. (von Strecke 3) – (Dorstener Str.) – Bockholt – (Marler Str.) – (Recklinghauser Str.) – (Hochstr.) – Alt-Marl Amtshaus, Kreuzung Hochstr. / Vikariestr. / Barkhausstr., späterer Abzweig (weiter Strecken 22 und 24) | Strecke 18           | 6, 16                                                                           | 29. Mai 1960 |
| 23. Dez. 1915            | RE Mitte, Abzweig Herzogswall / Reitzensteinstr. (von Strecke 3) – (Reitzensteinstr.) – (Westerholter Weg) – (Scherlebecker Str.) – Scherlebeck, Polsumer Str. – (Langenbochumer Str.) – Langenbochum, Feldstr. (weiter Strecke 26) | Strecke 19           | 7, 15                                                                           | 30. April 1973 |
| 29. Dez. 1915            | GE-Buer Rathaus – (De-la-Chevallerie-Str.) – späterer Abzweig Königswiese / Freiheit, Strecke 23 – (Königswiese) – heutiger S-Bf Buer Nord – (Polsumer Str.) – späterer Abzweig Polsumer Str. / Marler Str., Strecke 28 – (Polsumer Str.) – GE-Hassel (weiter Strecke 34) | Strecke 20           | 12, (11 alt), (15), (20)                                                        | 28. Mai 1977 |
| 24. Aug. 1916            | GE-Resse, Ewaldstr. (von Strecke 4) – (Middelicher Str.) – Abzweig Middelicher Str. / Cranger Str., GE-Ost (weiter BOGESTRA-Strecke, (Cranger Str.) – GE-Buer Rathaus) | Strecke 21           | < 2 alt >, 10, 11 neu, 15, 20                                                   | 1. Oktober 1980 |
| 1. Sep. 1918             | Alt-Marl Amtshaus, Kreuzung Hochstr. / Vikariestr. / Barkhausstr. (von Strecke 18, später 24) – (Barkhausstr.) – späterer Abzweig Barkhauser Str. / Brassertstr., Strecke 52 – (Barkhausstr.) – (heutige Straße Am Theater) – (geradlinig weiter, heutige Josefa-Lazuga-Str.) – heutiger Stadtkern Marl, Rathaus – Gabelung Rappaportstr. / Bergstr. / Hagenstr. (der vorläufige Endpunkt der Linie 6 an der Hagenstr. wird in älteren Erwähnungen oft als Brassert bezeichnet; heute läge er im Nordteil des Bezirks Stadtkern) (weiter Strecken 35 und 49) | Strecke 22           | 6, 12, 21, 24                                                                   | 27. Mai 1969 |
| 13. Juli 1920            | GE-Buer Mitte, Abzweig Königswiese / Freiheit (von Strecke 20) – (Freiheit) – (Dorstener Str.) – (straßenferne Gleistrasse an der Bahn und am Bf Buer Nord in alter Lage vorbei, heutiger Nordring) – (kurzer Abschnitt Bärenkampstr., heute Nordring) – späterer Abzweig Bärenkampstr. / heutiger Nordring / Vinckestr.(heute verschwunden, da beim Autobahnbau unterbrochen, Reste im Nordwestabschnitt der heutigen Buschgrundstr.), Strecke 30 – (frühere Vinckestr., heute verschwunden) – Kreuzung der Hamm-Osterfelder Bahn – (frühere Vinckestr.) – (ehemalige Führung der Feldhauser Str., heute verschwunden, Reste in der heutigen Steinheimer Str.) – (Feldhauser Str.) – GE-Scholven Mitte, Feldhauser Str. / Nienkampstraße (weiter Strecke 25) | Strecke 23           | 11 alt, 10                                                                      | 29. September 1963 |
| 1. Feb. 1921             | Alt-Marl Amtshaus, Kreuzung Hochstr. / Vikariestr. / Barkhausstr., Strecken 18 und 22 – (Hochstr.) – (Breite Str.) – Abzweig Breite Str. / Polsumer Str. / Dorstener Str., Strecke 34 – (Dorstener Str.) – (Marler Str.) – (Vestische Allee) – Dorsten Bf (weiter Strecke 44) | Strecke 24           | 16, (12)                                                                        | Dorsten Bf – Vestische Allee: 2. Dezember 1930. Vestische Allee – Alt-Marl Amtshaus: 29. Mai 1959 |
| 3. Juli 1922             | GE-Scholven Mitte, Feldhauser Str. / Nienkampstr. (von Strecke 23) – (Nienkampstr.) – (Scheideweg) – Stadtgrenze GE-Scholven / GLA, Scheideweg / frühere Berliner Str., heutige Voßstr. (weiter Strecke 27) | Strecke 25           | 11 alt                                                                          | 29. September 1965 |
| 5. Jan. 1923             | Herten-Langenbochum, Feldstr. (von Strecke 19) – (Feldstr.) – Paschenberg – Herten Mitte, Abzweig Kaiserstr. / Feldstr., Strecke 3 (weiter Strecke 3) | Strecke 26           | 7, 15                                                                           | 30. April 1973 |
| 1. März 1923             | Stadtgrenze GE-Scholven / GLA, Scheideweg / frühere Berliner Str., heutige Voßstr. (von Strecke 25) – (frühere Berliner Str., heute Voßstr.) – (frühere Voßstr., heute Bülser Str.) – späterer Abzweig Voßstr., heute Bülser Str. / Buersche Str., Strecke 30 – (Buersche Str.) – (alte Führung Buersche Str., heute Am Sägewerk) – Bahnhofstr. / Bf Gladbeck Ost, Ostseite (hier bis 1939 keine Gleisverbindung und bis Oktober 1957 keine Fahrgastbeförderung über den 1974 aufgegebenen Bahnübergang zur westlich gelegenen Kernstadt GLA, Hochstr.) | Strecke 27           | 11 alt, 10                                                                      | 29. September 1963 |
| 19. Apr. 1924            | GE-Hassel Süd, Abzweig Polsumer Str. / Marler Str. (von Strecke 20) – (Marler Str.) – Herten-Westerholt, Geschwisterstr. (weiter Strecke 33) | Strecke 28           | 15                                                                              | 26. Januar 1959 |
| 23. Dez. 1924            | Datteln Süd, Abzweig Wittener Str. / Provinzialstr. (von Strecke 14) – (Provinzialstr.) – (Recklinghauser Str.) – (Hochstr.) – Waltrop Mitte, Hagelstr. (weiter Strecke 32) | Strecke 29           | 4                                                                               | 1. September 1957 |
| 1. März 1925             | GE-Buer West, Abzweig Bärenkampstr. / heutiger Nordring / frühere Vinckestr. (von Strecke 23) – (heutiger Nordring) – Stadtgrenze GE-Buer / GLA – (Buersche Str.) – GLA-Ost, Abzweig frühere Voßstr., heute Bülser Str. / Buersche Str., Strecke 27 (weiter Strecke 27) | Strecke 30           | 10                                                                              | 31. Oktober 1978 |
| 27. März 1925            | BOT-Boy Bf (von Strecke 12) – (Horster Str.) – Horster Str. / Braukstr. (weiter Strecke 37) | Strecke 31           | 17, 23                                                                          | 23. August 1970 |
| 11. Juli 1925            | Waltrop Mitte, Hagelstr. (von Strecke 29) – (Hagelstr.) – (Dortmunder Str.) – (Brambauer Str.) – (Waltroper Str.) – Lünen-Brambauer Mitte, Waltroper Str. / Mengeder Str. / Brechtener Str. | Strecke 32           | 4                                                                               | 1. September 1957 |
| 4. Nov. 1925             | Herten-Westerholt, Geschwisterstr. (von Strecke 28) – (Bahnhofstr.) – Westerholt Bf – (Bahnhofstr.) – Westerholt Rathaus (weiter Strecke 41) | Strecke 33           | 15                                                                              | 26. Januar 1959 |
| 24. Dez. 1926            | GE-Hassel (von Strecke 20) – (Polsumer Str.) – (Buerer Str.) – Marl-Polsum – (Polsumer Str.) – Marl Südwest, Abzweig Breite Str. / Polsumer Str. / Dorstener Str., Strecke 24 (weiter Strecke 24) | Strecke 34           | 12, 11 neu                                                                      | Marl, Dorstener Str. – Marl-Polsum: 27. Mai 1969. Marl-Polsum – GE-Hassel: 28. Mai 1977. |
| 24. Dez. 1926            | Marl-Brassert, Gabelung Rappaportstr. / Bergstr. / Hagenstr. (von Strecke 22), Abzweig Strecke 48 – (Bergstr.) – späterer Abzweig Heisterkampstr. / Bergstr. / straßenferne Gleistrasse, heute Lassallestr., Strecke 49 – (Bergstr.) – Marl-Hüls Mitte, Stadtschenke, Bergstr. / Victoriastr. / Hülsstr. (Anschluss und weiter Strecke 16 | Strecke 35           | 12, (6), (24), (14),                                                            | 27. Mai 1969 |
| 1. Apr. 1927             | Herten Süd, Abzweig Ewaldstr. / Herner Str. (von Strecke 3) – (Herner Str.) – Kreuzung Autobahn – (Herner Str.) – Stadtgrenze Herten, Kreuzung Cranger Str. / Salentinstr. / Nonnenbuschweg | Strecke 36           | 7                                                                               | 30. April 1973 |
| 4. Juni 1927             | BOT-Boy, Horster Str. / Braukstr. (von Strecke 31) – (Horster Str.) – BOT-Boy, Horster Str. / Welheimer Str., heute Im Dorbusch (weiter Strecke 46) | Strecke 37           | 17, 23                                                                          | 23. August 1970 |
| 1. Okt. 1927             | BOT Mitte, Pferdemarkt – (Osterfelder Str.) – Abzweig Heidenheck, Osterfelder Str. / Eupenstr. / straßenferne Gleistrasse Richtung Sterkrader Str., Strecke 7 – (Sterkrader Str.) – Stadtgrenze Sterkrade – (Teutoburger Str.) – Teutoburger Str. / Harkortstr. (Anschluss Strecke 39) – (Teutoburger Str.) – Teutoburger Str. / Eipenbachstr. / Hasenstr. (Gemeinschaftsverkehr mit Straßenbahn Oberhausen) (weiter Strecke 47) | Strecke 38           | 17, (23)                                                                        | Hasenstr. – Harkortstr.: 16. April 1968. Harkortstr. – BOT Pferdemarkt: 19. Oktober 1974 |
| 1. Okt. 1927             | Osterfeld Mitte, Marktplatz (von Strecke 7) – (Bergstr.) – Teutoburger Str. / Harkortstr. (Gemeinschaftsverkehr mit Straßenbahn Oberhausen) (Anschluss Strecke 38) | Strecke 39           | 10, 23, 19                                                                      | 20. Oktober 1974 |
| 18. Dez. 1927            | GE-Buer, Rathaus – (Sutumer Str., heute Kurt-Schumacher-Str.) – GE-Sutum (die Strecke GE-Buer – GE-Sutum der VESTISCHEN verlief parallel und in Konkurrenz zur weiter führenden BOGESTRA-Strecke GE-Buer – GE-Sutum – GE-Schalke) | Strecke 40           | ?, heute 302 der BOGESTRA                                                       | Verkauf 15. August 1939 an BOGESTRA |
| 30. Nov. 1928            | Herten-Westerholt, Rathaus (von Strecke 33) – (Hertener Str.) – Herten, Abzweig Hertener Str. / Resser Weg, Strecke 4 (weiter Strecke 4) | Strecke 41           | 15                                                                              | 8. Mai 1967 |
| 23. Aug. 1929            | GLA-Zweckel, Arenbergstr. / Tunnelstr. – (Arenbergstr.) – (Schultenstr.) – Schultendorf – Abzweig Schultenstr. / Sandstr., Strecke 8 (weiter Strecke 8) | Strecke 42           | 23                                                                              | 8. August 1965 |
| 30. Mai 1930             | GLA-Rentfort, Hegestr. (von Strecke 8) – (Kirchhellener Str.) – (Rentforter Str.) – (Oberhofstr.) – Kirchhellen Mitte, Hauptstr. / An St. Johannes | Strecke 43           | 17                                                                              | 22. November 1964 |
| 7. Dez. 1930             | Dorsten Vestische Allee / Recklinghäuser Str. (von Strecke 24) – (Recklinghäuser Allee) – Dorsten Mitte, Recklinghäuser Allee / Südwall / Nordwall (weiter Strecke 52) | Strecke 44           | 16                                                                              | 29. Mai 1959 |
| 25. Feb. 1934            | RE Mitte, Steintor / Abzweig Herzogswall / Dorstener Str. / Kemnastr. (von Strecke 3) – (Kemnastr.) – (Mühlenstr.) – (Friedrich-Ebert-Str.) – (Westfalenstr.) – (Karlstr.) – (Hochlarmarkstr.) – Bf RE-Süd | Strecke 45           | 9                                                                               | 30. März 1963 |
| 4. Aug. 1934             | BOT-Boy, Horster Str. / Welheimer Str., heute Im Dorbusch (von Strecke 37) – (Horster Str.) – (Brauckstr.) – (Bottroper Str.) – GE-Horst, Essener Str. (weiter Strecke 11) | Strecke 46           | 17, 23                                                                          | 23. August 1970 |
| 1. Feb. 1936             | OB-Sterkrade, Teutoburger Str. / Eipenbachstr. / Hasenstr. (von Strecke 38) – (Teutoburger Str.) – (Bahnhofstr.) – OB-Sterkrade Bf (Strecke der Straßenbahn Oberhausen, durch die Vestische gepachtet) | Strecke 47           | 17, 23                                                                          | 16. April 1968 |
| März 1939                | Marl-Brassert, Gabelung Bergstr. / Hagenstr. / Rappaportstr. (von Strecke 22) – (Rappaportstr.) – Einmündung heutige Lassallestr., Strecke 49 – (Rappaportstr.) – Chemische Werke Hüls | Strecke 48           | 6, 21, (14)                                                                     | Einmündung Rappaportstr. / heutige Lassallestr. – Abzweig Bergstr. / Hagenstr. / Rappaportstr.: 24. September 1966. Chemische Werke – heutige Lassallestr.: 27. Mai 1969                              |
| März 1939                | Abzweig Heisterkampstr. / Bergstr. / straßenferne Gleistrasse, heute Lassallestr. (von Strecke 35) – (heutige Lassallestr.) – Einmündung heutige Lassallestr. / Rappaportstr. (weiter Strecke 48) | Strecke 49           | 14                                                                              | 27. Mai 1969 |
| 10. Juli 1950            | RE Nord, Nordfriedhof – (Börster Weg) – Abzweig Wickingstr. / Halterner Str. / Börster Weg, Strecken 3 und 16, weiter Strecke 3 zum Hbf, | Strecke 50           | 5 alt, 13, (1)                                                                  | 15. November 1975 |
| 1953                     | RE Nord, Nordcharweg – (Börster Weg) – Nordfriedhof (weiter Strecke 50) | Strecke 51           | 5 alt, 13, (1)                                                                  | 15. November 1975 |
| 4. Nov. 1953             | Dorsten Mitte, Recklinghäuser Str. / Südwall / Ostwall (von Strecke 44) – (Südwall) – (Julius-Armbrunn-Str.) – Europaplatz, Busbf Dorsten | Strecke 52           | 16                                                                              | 29. Mai 1959 |
| 1953                     | Abzweig Brassertstr. / Barkhauser Str. (von Strecke 22) – (Brassertstr.) – Zeche Brassert | Strecke 53           | 21, 6                                                                           | 29. Mai 1960 |

### Verlauf der Linien entlang der Streckenabschnitte, 1898 bis 1982
| Linien-Nummer       | Verlauf der Linie | Nummer(n) der befahrenen Streckenabschnitte (in Klammern: nur Teilstrecken) |
| ------------------- | --- | --------------------------------------------------------------------------- |
| <HBR>               | Recklinghausen Hbf – König Ludwig – Hochlarmark – Baukau – Schloss Strünkede – Herne Bf | 1                                                                           |
| <a> (um 1914)       | Rentfort – Gladbeck – Bottrop – Osterfeld | 8, 6, 7                                                                     |
| <b> (um 1914)       | Bottrop – Gladbeck – Horst | 6, 9, 11                                                                    |
| < C > (um 1914)     | Boy – Bottrop – Prosper II | 12, 15                                                                      |
| < 1 alt > (um 1914) | Wanne – Herten – Recklinghausen – Erkenschwick – Datteln | 2, 3, (5), 10, 13, (14)                                                     |
| 1                   | Recklinghausen Hbf – Hochlar – Disteln – Herten Mitte – Herten Süd – Crange – Wanne – Wanne-Eickel Hbf | 3, 2                                                                        |
| < 2 alt > (um 1914) | Herten – Resse – Buer | 4, 21                                                                       |
| 2                   | Recklinghausen Hbf – Erkenschwick – Rapen – Datteln | (5), 10, 13, (14)                                                           |
| < 3 alt > (um 1914) | Recklinghausen – Suderwich – Henrichenburg – Datteln | 5, 14                                                                       |
| 3                   | Recklinghausen Hbf – Suderwich Bf – Henrichenburg – Bf Datteln in Meckinghoven – Datteln | 5, 14                                                                       |
| 4                   | Bf Datteln in Meckinghoven – Waltrop – Lünen-Brambauer | (14), 29, 32                                                                |
| 5 alt (bis 1969)    | Recklinghausen Nord, Nordcharweg – Recklinghausen Hbf – König Ludwig – Röllinghausen | 50, 51, (3), (1), 17                                                        |
| 5 neu (ab 1980)     | Recklinghausen Hbf – König Ludwig – Hochlarmark – Baukau – Schloss Strünkede – Herne Bf | 1                                                                           |
| 6                   | Recklinghausen Hbf – Bockholt – Alt-Marl – Brassert, Hagenstr. – Chemische Werke Hüls / Zeche Brassert | 18, 22, 48 / 52                                                             |
| 7                   | Recklinghausen Hbf – Scherlebeck – Herten-Langenbochum – Paschenberg – Herten Mitte – Herten Süd – Nonnenbuschweg | (3), 19, 26, (3), 36                                                        |
| 8                   | Recklinghausen Hbf – König Ludwig – Hochlarmark – Baukau – Schloss Strünkede – Herne Bf (– Bochum – Hattingen – Blankenstein) | 1                                                                           |
| 9                   | Recklinghausen Hbf – Bf Recklinghausen Süd | (3), 45                                                                     |
| 10                  | Marl-Sinsen Bf – Recklinghausen Hbf – Herten Mitte – Gelsenkirchen-Resse – GE-Buer Rathaus – GE-Buer West – Bf Gladbeck Ost – Gladbeck Mitte – Eigen – Bottrop Mitte – Oberhausen-Osterfeld Markt – OB-Sterkrade Harkortstr. / Bergstr. | 16, (3), (2), 4, 21, (23), 30, 27, 6, 7, 39                                 |
| 11 alt (bis 1923)   | Gelsenkirchen-Buer Rathaus – Freiheit – Buer West – Scholven – Gladbeck Rathaus | (20), 23, 25, 27                                                            |
| 11 neu (ab 1974)    | Recklinghausen Hbf – Herten Mitte – Gelsenkirchen-Buer – GE-Hassel – Marl-Polsum | (3), (2), 4, 21, 20, (34)                                                   |
| 12                  | Gelsenkirchen-Buer Rathaus – GE-Hassel – Marl-Polsum – Alt-Marl – Marl-Hüls – Marl-Sinsen – Recklinghausen Hbf | 20, 34, (24), 22, 35, 16, (3)                                               |
| 13                  | Recklinghausen Viehtor – Recklinghausen Hbf – Recklinghausen Nord, Nordcharweg | (1), (3), 50                                                                |
| 14                  | Recklinghausen Hbf – Marl-Sinsen – Marl-Hüls – Chemische Werke Hüls | (3), 16, (35), 49, (48)                                                     |
| 15                  | Gelsenkirchen-Resse – GE-Buer Rathaus – Westerholt – Herten-Langenbochum – Scherlebeck – Recklinghausen Hbf | 21, (20), 28, 33, 41, (4), (3), 26, 19, (3)                                 |
| 16                  | Recklinghausen Hbf – Bockholt – Alt-Marl – Dorsten Busbf | (3), 18, 24, 44, 51                                                         |
| 17                  | Kirchhellen – Rentfort – Gladbeck Rathaus – Gelsenkirchen-Horst – (1924 bis 3. August 1934 als durchgehende Linie 17 im Gemeinschaftsverkehr BOGESTRA / VESTISCHE: Gladbeck Rathaus – Gelsenkirchen-Horst – GE-Heßler – Gelsenkirchen Hbf) – (ab 4. August 1934) – Bottrop-Boy – Bottrop Mitte – Oberhausen-Sterkrade Hasenstr. – OB-Sterkrade Bf | 43, 8, 9, 11, - < BOGESTRA > - 46, 37, 31, 12, 7, 38, 47                    |
| 18                  | Recklinghausen Hbf – König Ludwig – Hochlarmark – Baukau – Schloss Strünkede – Herne Bf – Bochum – Bochum-Weitmar – BO-Dahlhausen | 1                                                                           |
| 19                  | Bf Gladbeck Ost, Westseite – Gladbeck Rathaus – Eigen – Bottrop Mitte – Oberhausen-Osterfeld Markt – OB-Sterkrade, Bergstr. – Oberhausen-Sterkrade, Harkortstr. | 6, 7, 39                                                                    |
| 20                  | Gelsenkirchen-Resse – GE-Buer Rathaus – Gelsenkirchen-Buer Freiheit | 21, (20)                                                                    |
| 21                  | Alt-Marl Amtshaus – Marl-Brassert, Hagenstr. / – Marl-Brassert, Zeche Brassert | 22 / 52                                                                     |
| 22                  | Bottrop Mitte, Pferdemarkt – Zeche Prosper II | 15                                                                          |
| 23                  | Gladbeck-Zweckel – Gladbeck Rathaus – Gelsenkirchen-Horst – Bottrop-Boy – Bottrop Mitte, Pferdemarkt – Oberhausen-Osterfeld Markt – OB-Sterkrade, Bergstr. – Harkortstr. – OB-Sterkrade Bf | 42, 8, 9, 11, 46, 37, 31, 12, 7, 39, (38)                                   |
| 24                  | Recklinghausen Hbf – Marl-Sinsen – Marl-Hüls – Alt-Marl, Amtshaus – Marl-Polsum – Gelsenkirchen-Hassel – Gelsenkirchen-Buer Rathaus | (3), 16, 35, 22, 34, 20                                                     |
| 305                 | Recklinghausen Hbf – König Ludwig – Hochlarmark – Baukau – Schloss Strünkede – Herne Bf (– Bochum) | 1                                                                           |
| <302>               | Gelsenkirchen-Buer Rathaus – GE-Sutum – GE-Schalke (– Gelsenkirchen Hbf – Bochum) (<302> = heutige Liniennummer der BOGESTRA) | 40                                                                          |

### Straßenbahnlinien im November 1975
| Linie | Linienweg                                                                         |
| ----- | --------------------------------------------------------------------------------- |
| 8     | Recklinghausen Hbf. – Herne – Bochum – Hattingen Reschop                          |
| 10    | Bf. Marl-Sinsen – Recklinghausen Hbf. – Herten – Buer – Gladbeck Lambertistraße   |
| 11    | Recklinghausen Hbf. – Herten – Buer – Polsum Ehrenmal                             |
| 17    | Bottrop Pferdemarkt – Gladbeck Lambertistraße – Gelsenkirchen-Horst, Essener Str. |
| 18    | Recklinghausen Hbf. – Herne – Bochum Hbf – Bochum-Dahlhausen                      |

### Linienverläufe und Linienlänge 1901 bis 1976
| Strecke                                                                      | Inbetriebnahme | Länge bei Inbetriebnahme in km |
| ---------------------------------------------------------------------------- | -------------- | ------------------------------ |
| Recklinghausen – Herten – Wanne-Eickel                                       | 10. Mai 1901   | 12,8                           |
| Herten – Katzenbusch – Hochlarmark                                           | 1. Apr. 1927   | 3,7                            |
| Recklinghausen – Langenbochum – Herten                                       | 23. Dez. 1915  | 5,89                           |
| Recklinghausen – Marl – Dorsten                                              | 29. Aug. 1915  | 8,7                            |
| Marl – Brassert                                                              | 1. Sep. 1918   | 1,8                            |
| Marl – Chemische Werke /Hüls                                                 | 1. März 1928   | 3,6                            |
| Recklinghausen – Sinsen – Hüls                                               | 27. Mai 1914   | 8,89                           |
| Recklinghausen – Nordcharweg                                                 | 10. Juli 1950  | 0,89                           |
| Recklinghausen – Erkenschwick – Datteln                                      | 15. Dez. 1909  | 5,75                           |
| Recklinghausen – Suderwich – Datteln                                         | 7. Apr. 1909   | 5,25                           |
| Meckighoven – Waltrop – Brambauer                                            | 23. Dez. 1924  | 5,9                            |
| Recklinghausen – Herne                                                       | 26. Feb. 1898  | 9,08                           |
| Recklinghausen-Süd – Röllinghausen                                           | 30. Aug. 1914  | 2,77                           |
| Recklinghausen – Hochlarmark – Recklinghausen-Süd                            | 15. Feb. 1934  | 8,01                           |
| Buer-Rathaus – Sutum                                                         | 18. Dez. 1927  | 4,78                           |
| Buer-Rathaus – Resse – Herten                                                | 24. Aug. 1916  | 3,55                           |
| Resse – Erle-Middelich                                                       | 1. Mai 1908    | 2,71                           |
| Buer – Westerholt – Resser Weg                                               | 19. Apr. 1927  | 3,2                            |
| Buer – Hassel – Polsum – Marl                                                | 23. Dez. 1915  | 2,08                           |
| Buer – Scholven – Gladbeck                                                   | 13. Juli 1920  | 3,18                           |
| Buer – Gladbeck-Ost                                                          | 1. März 1925   | 4,38                           |
| Gleislücke am Bahnhof Gladbeck Ost Provisorische Verbindung (Niveaukreuzung) | ca. 1939/45    |                                |
| Gladbeck – Horst                                                             | 2. Sep. 1909   | 4,08                           |
| Gladbeck – Kirchhellen                                                       | 15. Juli 1909  | 1,56                           |
| Gladbeck – Zweckel                                                           | 23. Aug. 1929  | 2,25                           |
| Gladbeck – Bottrop – Osterfeld                                               | 28. Mai 1909   | 8,45                           |
| Bottrop – Sterkrade                                                          | 1. Okt. 1927   | 4,72                           |
| Bottrop – Prosper II                                                         | Ende 1913      | 1,83                           |
| Bottrop – Horst                                                              | 29. Mai 1913   | 3,83                           |

## Fahrzeuge

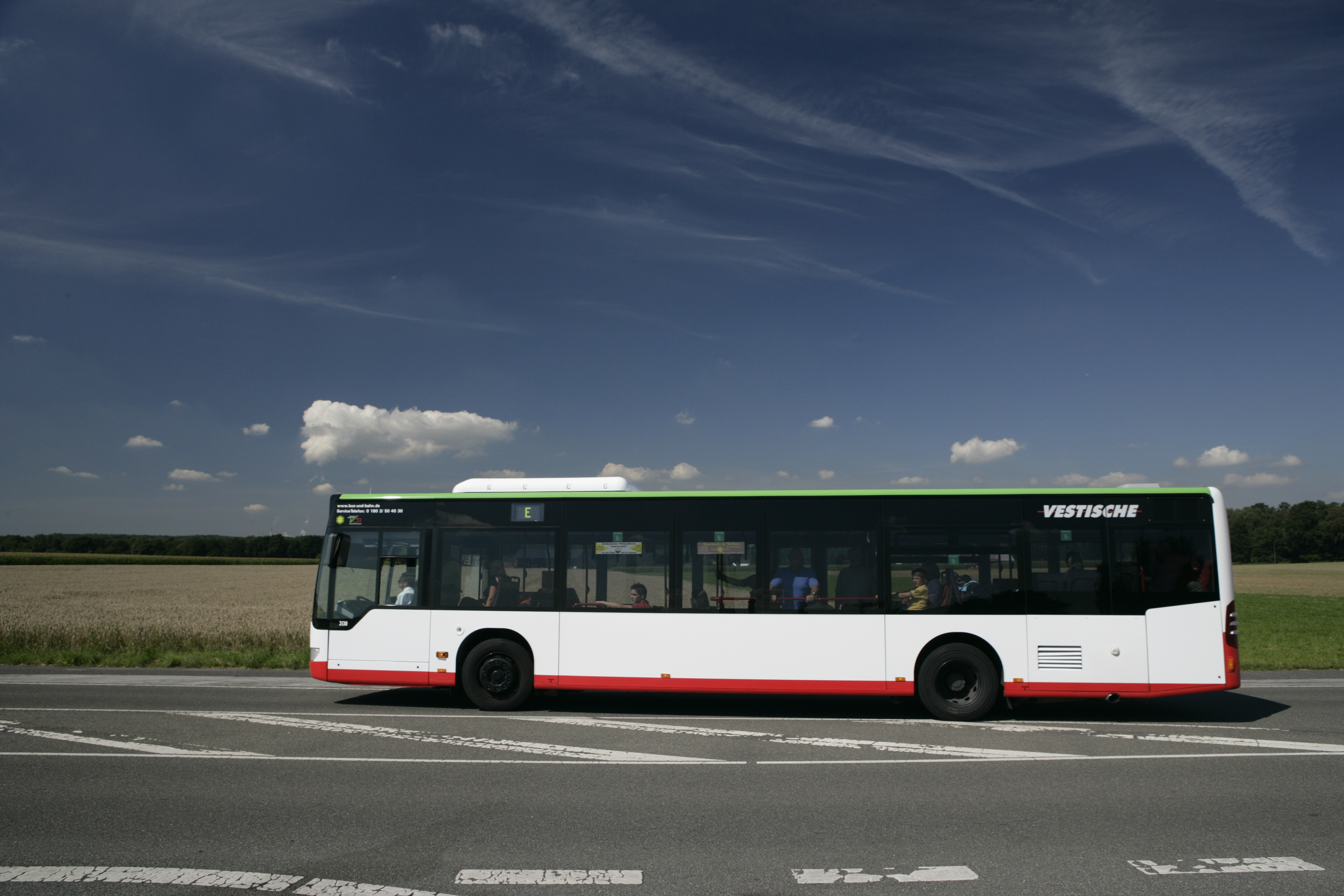
Bus der Vestischen Straßenbahnen GmbH im KÖR-Design

In den 1950er Jahren hatten die Vestischen Straßenbahnen Omnibusse verschiedener Serien von Büssing und Krauss-Maffei (KMO 160, KMS 125) letztere mit luftgekühlten Deutz-Dieselmotoren im Heck. Ab 1958 wurden zahlreiche Serien von Magirus-Deutz-Bussen (zunächst Saturn II bzw. 150 LS, später Standard-Linienbusse SH 110) angeschafft. Außerdem wurden auch einige Serien von Ludewig-Aero-Anderthalbdeckerbusse auf Büssing-Fahrgestellen in den Fuhrpark eingereiht. In den 1960er Jahren lieferten auch Büssing (Senator) und MAN (Metrobus) einige eigenkarossierte Stadtbusse.
Am 3. Juni 1988 wurde die Linie 263 (Bottrop – Oberhausen-Sterkrade) als erste Buslinie vollständig auf Niederflurbusse (Auwärter Neoplan) umgestellt. Damit gehörten die Vestischen zu den ersten Busbetrieben in Deutschland, die das Fahrtenangebot einer Linie mit stufenlosen Fahrzeugen ausstattete, die heute zum Standard moderner Nahverkehrsunternehmen gehören.
2012 verfügte das Unternehmen über etwa 165 Busse, zuvor (bis zum 25. Dezember 2011) über 230, da 68 Fahrzeuge bei einem Brand im Betriebshof Bottrop zerstört wurden. Bis Dezember 2011 waren 160 Standard-Linienbusse, 67 Gelenkbusse, zwei Wasserstoffhybrid-Busse und zwei Dieselhybrid-Gelenkbusse verfügbar. Alle Busse zusammen hatten einen Jahresverbrauch von sieben Millionen Litern Dieselkraftstoff. Die Dieselmotoren der Linienbusse des Baujahrs 2007 erreichten die Abgasstufe Enhanced Environmentally Friendly Vehicle (EEV). Die Hälfte der Busflotte hatte damals mit Euro-4-Motoren.
Die gesamte Stadtbusflotte besteht heute aus Niederflur-Fahrzeugen. Sie ermöglichen insbesondere Fahrgästen mit Behinderungen, Kinderwagen, Gepäck und älteren Menschen ein bequemeres Ein- und Aussteigen.
Als Mitglied der Kooperation östliches Ruhrgebiet (KÖR) beschafft die Vestische ihre Busse gemeinsam mit den Verkehrsunternehmen Bogestra, der DSW21, der HCR, der Ruhrbahn und den Bahnen der Stadt Monheim.
Die Fahrzeuge der Vestischen stammen von den Busherstellern Solaris, Neoplan, Mercedes-Benz und MAN. Bis Anfang 1980er Jahre bestand der Busfuhrpark fast ausschließlich aus den Fabrikaten Büssing, Magirus-Deutz und MAN, ab Mitte der 1980er Jahre wurden Busse von Auwärter Neoplan (mit luftgekühlten Deutz-Dieselmotoren) eingesetzt, darunter auch die ersten Niederflurbusse.

### Bustypen
Zu den Bustypen der Vestischen gehören die 12-m-Solobusse und bis zu 18 Meter lange Gelenkbusse, die erstmals im Januar 1978 angeschafft wurden. Auf Grund ihres hohen Platzangebots (bis zu 50 Sitzplätze, 95 Stehplätze) werden Gelenkbusse besonders auf stark frequentierten Strecken eingesetzt. Ab Mai 2009 setzte die Vestische zwei Midi-Wasserstoffhybridbusse im Linienverkehr ein. Diese Busse wurden durch eine Brennstoffzelle betrieben, sie sind somit schadstofffrei und geräuscharm. Ab September 2011 kamen zwei Dieselhybrid-Gelenkbusse des Herstellers Solaris auf stark frequentierten SB-Strecken zum Einsatz. Neben dem primären Dieselaggregat verfügten die 18 Meter langen Hybridbusse auch über einen 85 kW starken Elektromotor, der vor allem Energie zum Anfahren und Beschleunigen liefert. Dieser wurde von den auf dem Dach befestigten Kondensatoren (sog. Ultracaps) gespeist. Der Praxiseinsatz der Dieselhybrid-Busse war Teil des Projektes zur Förderung alternativer Antriebstechnologie, das über den VRR koordiniert und finanziert wurde.
Bis zum 19. Oktober 2014 wurde auch der Tetraeder mit Midi-Wasserstoffhybridbussen angefahren, dieser Verkehr entfiel allerdings, da die Mittel der EU nicht mehr zur Verfügung standen.
Seit August 2024 sind fünf Solobusse des portugiesischen Herstellers Caetano mit Brenstoffzellenmotor im Betrieb. Sie sind im Betriebshof Herten stationiert, wo in Zukunft auch eine Wasserstofftankstelle errichtet werden soll. Bis dahin erfolgt die Betankung der Busse an der Tankstelle der AGR Gruppe im Gewerbegebiet Hoheward.

### Buslinienarten
Die Vestische setzt für das Bedienungsgebiet unterschiedliche Buslinien ein. Dazu gehören:

#### NachtExpress
NachtExpress-Linien (NE) verkehren jeweils im Stundentakt in den Nächten von Freitag auf Samstag, Samstag auf Sonntag sowie vor Feiertagen. Die NachtExpress-Busse fahren sternförmig von Recklinghausen Zentrum in die Stadtteile und Nachbarstädte, verbinden das Ostvest mit Dortmund und verknüpfen die Städte des Kreises untereinander sowie mit Gelsenkirchen, Herne, Bottrop und Oberhausen.

#### TaxiBusse
TaxiBusse (TB) fahren nach festem Fahrplan und einer festen Route, jedoch nur dann, wenn der Fahrtwunsch spätestens 30 Minuten vor der Abfahrt telefonisch gemeldet wird. Die Taxibusse verkehren auf Nebenrouten und in den Schwachverkehrszeiten.

#### AnrufSammelTaxi
AnrufSammelTaxis (AST) fahren nach demselben Prinzip wie Taxibusse, allerdings bringen diese Taxis den Fahrgast gegebenenfalls bis vor die Haustür, falls diese sich innerhalb von 300–400 Metern befindet (nur für den Ausstieg). Bei AnrufSammelTaxis gelten Sondertarif-Bestimmungen.

#### FahrradBus
In den Sommermonaten setzte die Vestische den FahrradBus (Linie 200) an Sonn- und Feiertagen ein. Der FahrradBus setzte sich zusammen aus einem Linienbus und einem Anhänger, auf dem bis zu 16 Fahrräder transportiert werden konnten. Die Fahrstrecke führte von Castrop-Rauxel über Datteln bis nach Haltern am See. Diese Linie ist seit der Saison 2013 eingestellt.

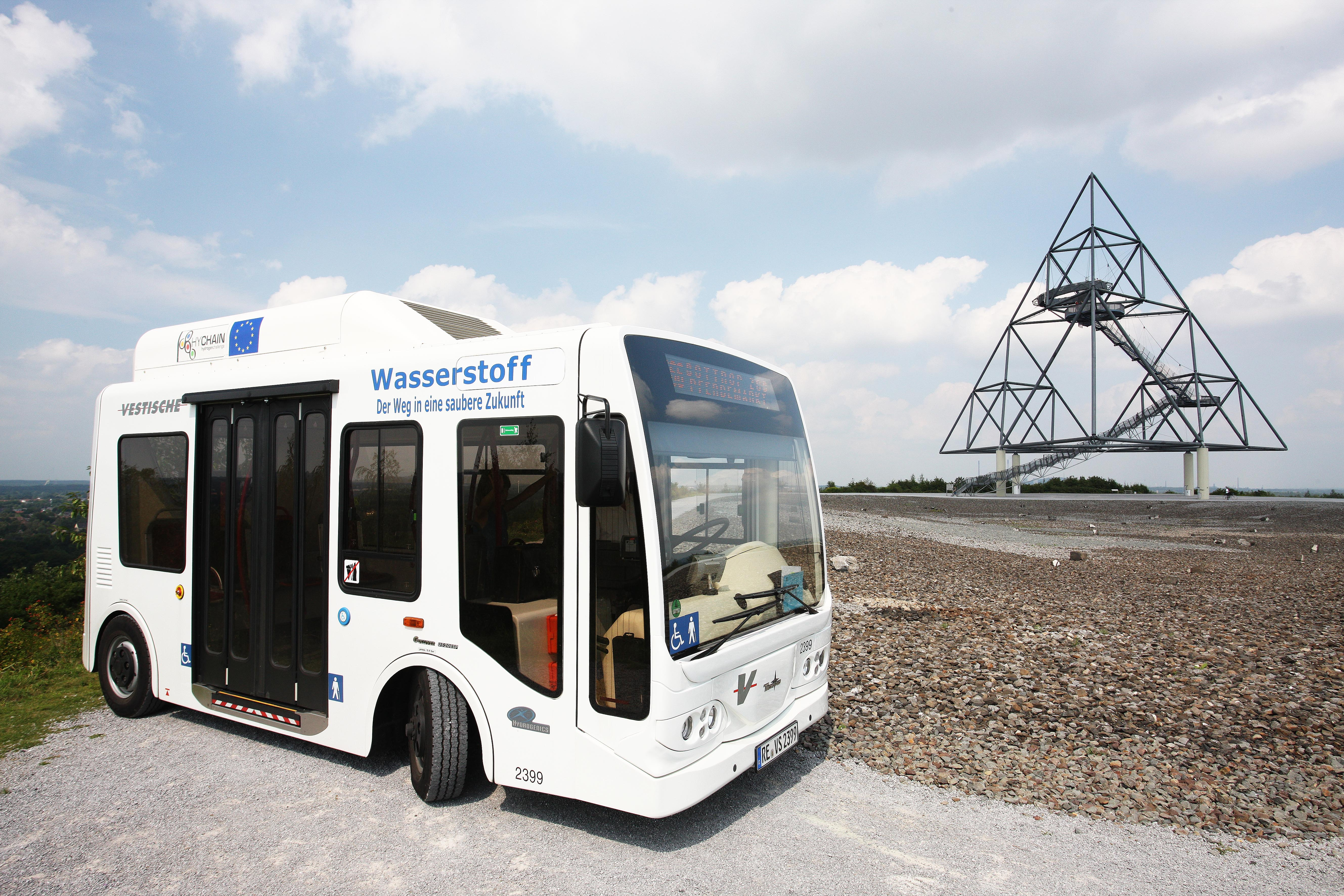
Midi-Wasserstoffhybridbus
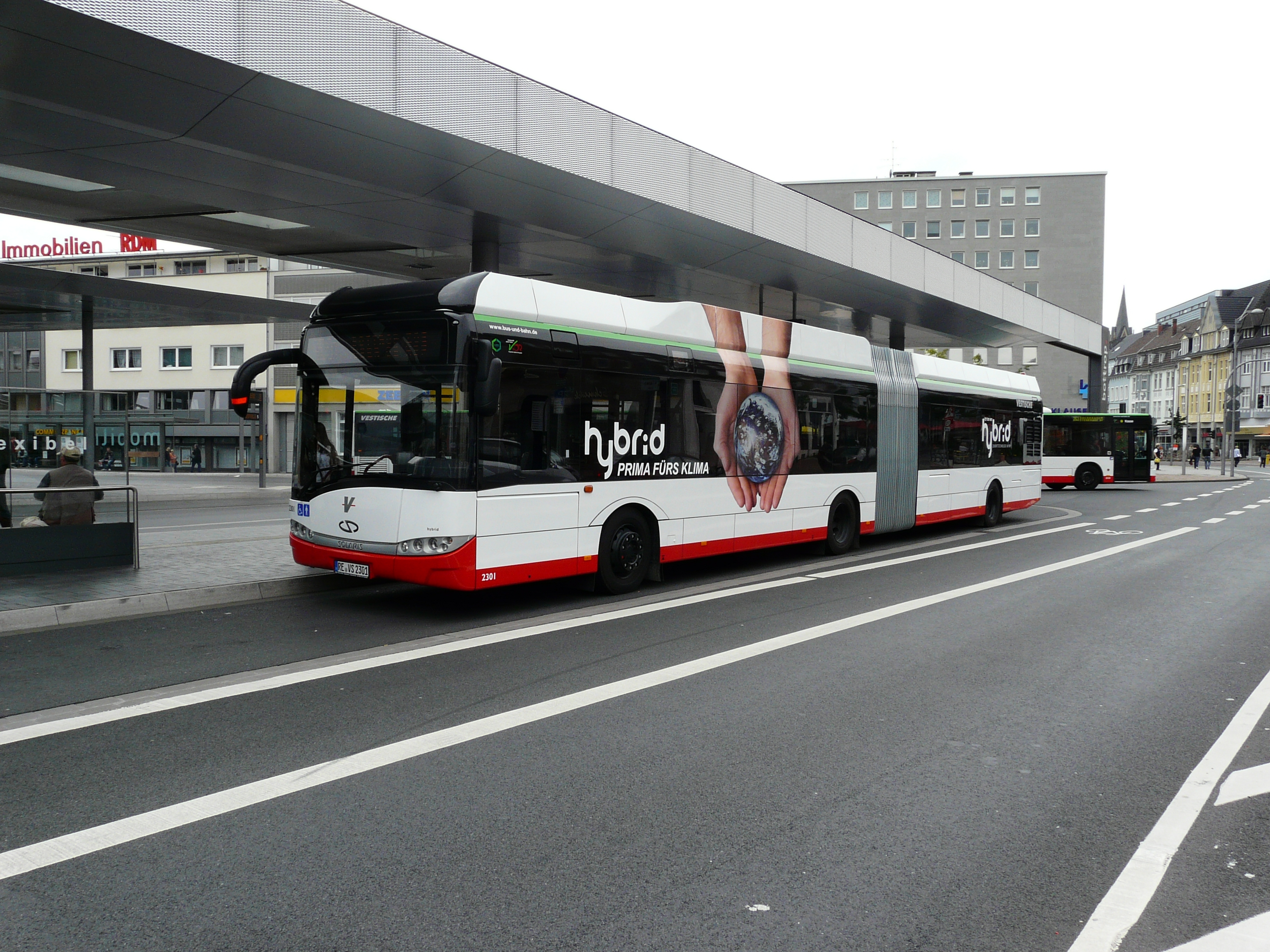
Dieselhybrid-Gelenkbus
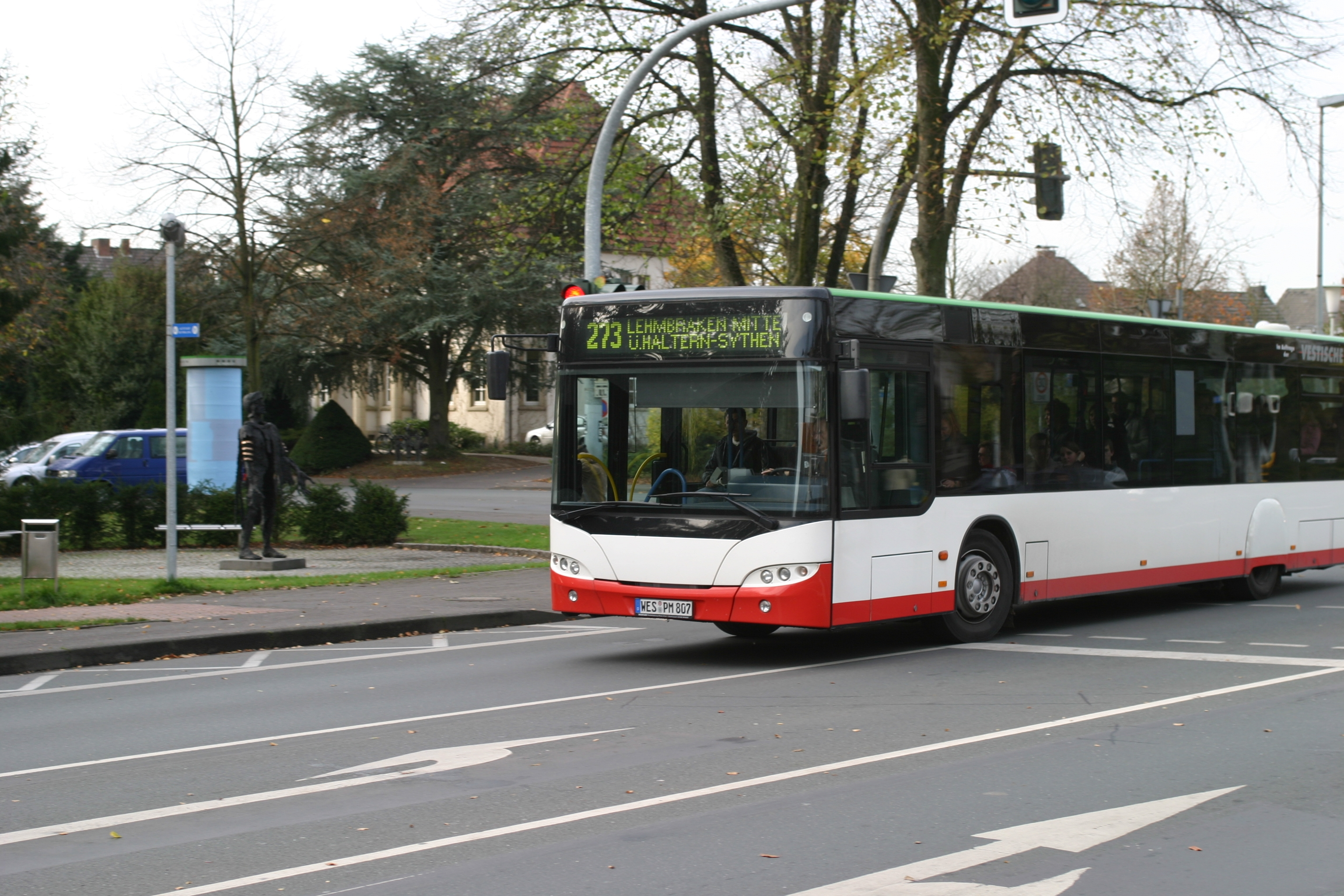
StadtLinie
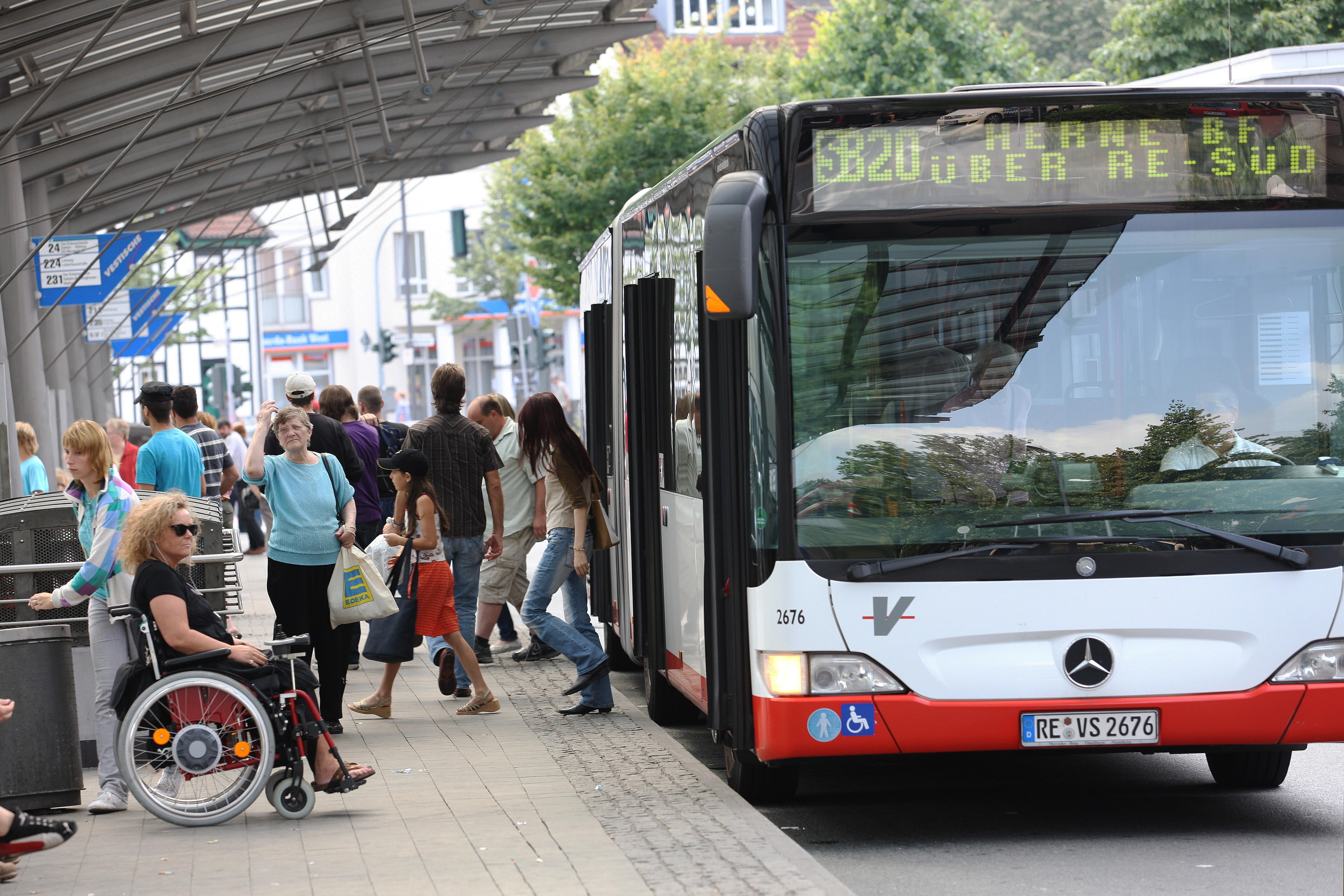
SchnellBus
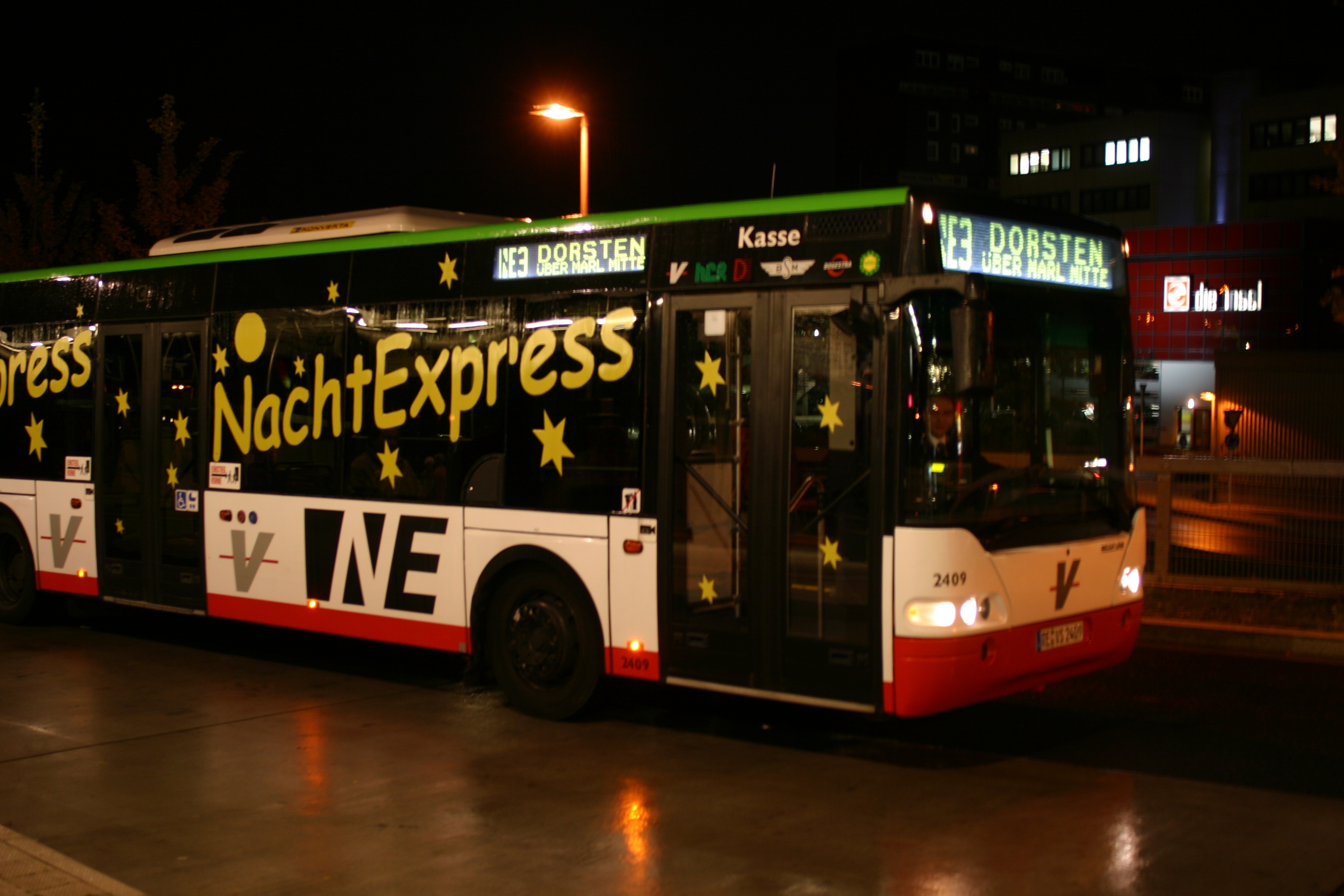
NachtExpress
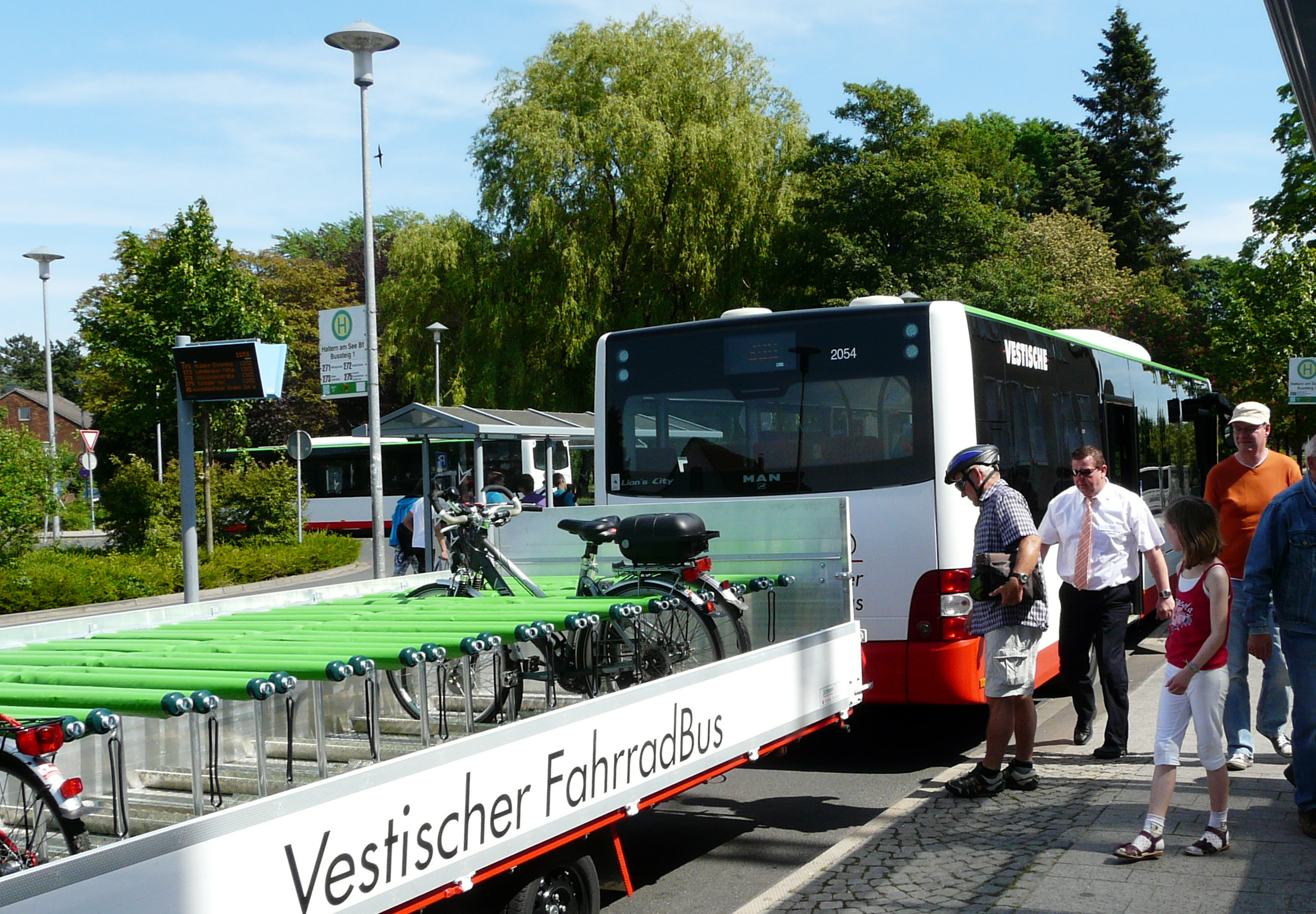
FahrradBus

## Tarif- und Ticketsystem
Bei der Vestischen Straßenbahnen GmbH kommt das Tarifsystem des Verkehrsverbundes Rhein-Ruhr (VRR) zu Anwendung. Die verschiedenen Abonnement-Tickets sind an bestimmten Zielgruppen orientiert. In den Stadtgebieten von Datteln, Haltern am See, Oer-Erkenschwick und Waltrop gilt im Übergang ins Münsterland auch der Westfalentarif. Einzelfahrscheine sind über die KundenCenter, private Verkaufsstellen und beim Fahrpersonal erhältlich.
Seit dem 14. März 2023 können Tickets im Bus auch bargeldlos bezahlt werden. Akzeptiert werden Debit- und Kreditkarten sowie mobile Bezahldienste.

## Service

### KundenCenter
Das Unternehmen betreibt sechs KundenCenter im Bedienungsgebiet. Diese ermöglichen durch das elektronische Fahrplanauskunftssystem EFA schnelle Informationen über die verfügbaren Bus- und Bahnanschlüsse. Hierfür durchkämmt EFA die Fahrpläne der Vestischen, der anderen Nahverkehrsunternehmen im VRR und der Deutschen Bahn. Zu dem Vertriebsnetz gehören auch private Verkaufsstellen (Lottoannahmestellen, Bürgerbüros etc.) für Informationsmöglichkeiten und Fahrscheinvorverkäufe.
Die KundenCenter sind zuständig für Informationen zu Fahrplänen, Fahrpreisen und über erhöhtes Beförderungsentgelt, den Verkauf von Stadtfahrplänen, Fahrkarten und Shopartikeln, den Umtausch von Fahrkarten und ihre Rückerstattung, insbesondere nach Tarifänderungen. Hinzu kommt die Bearbeitung von Anfragen, Lob, Kritik und Abonnement-Angelegenheiten.

### Weitere Serviceleistungen

#### Infobus
Infobusse bieten die gleichen Leistungen wie die KundenCenter. Sie werden bei Großveranstaltungen (Eröffnung der Ruhrfestspiele, Cranger Kirmes etc.) eingesetzt. Zudem stehen sie auch an Plätzen, an denen ein KundenCenter aus wirtschaftlichen Gründen nicht betrieben werden kann.

#### Halten auf Wunsch
Nach 21:15 Uhr ist ein Ausstieg zwischen den Haltestellen möglich. Dieses Angebot wurde bereits Mitte der 1990er Jahre eingeführt.

## Buslinien, Xpressbus-Linien und SchnellBus-Linien
| Linie | Linienweg |
| ----- | --- |
| 200   | Marl Mitte – Brassert Markt – Metro Logistics (Werkszubringer) |
| 201   | Recklinghausen Hbf – Quellberg – Suderwich – Röllinghausen – König-Ludwig – Recklinghausen Süd Bf. (Spätverkehr) |
| 202   | Recklinghausen Hbf. – Knappschafts-Krankenhaus – Marl Chemiepark (Werkszubringer) |
| 203   | Recklinghausen Hbf. – Lessingstraße – Festspielhaus – Recklinghausen Hbf. (Spätverkehr) - Wird zum Fahrplanwechsel im August 2025 eingestellt. |
| 204   | Haltern am See – Lehmbraken Mitte – Sythen – Marl Chemiepark (Werkszubringer) |
| TB205 | Dorsten-Rhade Sportplatz – Lembeck – Lembeck Bf. (TaxiBus) |
| 206   | Dorsten Wulfener Markt – / Gesamtschule Barkenberg – Deuten Mitte – Eichenweg/Birkenallee |
| 207   | Dorsten-Hervest Dorfstraße – Wulfen – Spessartstraße – Wulfen Mitte – Matthäusschule / – Gesamtschule Barkenberg |
| 208   | ZOB Dorsten – Hervest Dorf – Barkenberg Handwerkshof |
| 209   | Dorsten-Wulfen – Lembeck |
| 209   | Dorsten-Wulfen – Lembeck – Rhade (Schülerverkehr) |
| 210   | Recklinghausen-Röllinghausen, Marderweg – Recklinghausen König-Ludwig-Straße – Recklinghausen Süd Bahnhof – Herten Neue Horizonte – Herten Waldenburger Straße – Herten Mitte |
| 211   | Herten Mitte – Westerholt Bf. – Gelsenkirchen-Hassel – Gelsenkirchen, Buer Rathaus |
| 211   | Gelsenkirchen Bertlicher Straße – Valentinstraße – Buer Rathaus (Spätverkehr) |
| 212   | Herten Mitte – Herten-Westerholt Bahnhof – Gelsenkirchen-Hassel Bahnhof – Gelsenkirchen Lessingstraße – Gelsenkirchen-Buer Nord S – Gelsenkirchen, Buer Rathaus |
| 213   | Recklinghausen Hbf. – Quellberg – Suderwich Langobardenstraße |
| 214   | Recklinghausen Nordcharweg – Recklinghausen Hbf. – Herten-Scherlebeck – Disteln – Herten Mitte |
| 214   | Herten-Scherlebeck Polsumer Straße – Schlägelstraße – Copa Ca Backum – Herten Mitte (Spätverkehr) |
| 215   | Recklinghausen Hbf – Recklinghausen Neuhillen – Recklinghausen Quellberg-Zentrum – Recklinghausen In den Heuwiesen |
| TB216 | Recklinghausen Ölpfad – Recklinghausen Hbf (TaxiBus) |
| TB217 | Bottrop-Fuhlenbrock Markt – Seniorenzentrum St. Theresa (TaxiBus) |
| 219   | Recklinghausen Hbf – Recklinghausen Westcharweg – Marl Märkische Straße – Marl Mitte |
| 220   | Marl Mitte – Marl Römerstraße – Max-Reger-Straße – Marl-Sinsen Bahnhof – Obersinsener Straße – Recklinghausen Hbf. |
| 220   | Marl Mitte – Marl Römerstraße – Max-Reger-Straße – Marl-Sinsen Bahnhof – Obersinsener Straße (Spätverkehr) |
| TB220 | Marl-Sinsen Bahnhof – Obersinsener Straße – Recklinghausen Hbf. (TaxiBus, Spätverkehr) |
| 221   | Marl Riegestraße – Alt-Marl – Marl Mitte |
| 222   | Marl-Sinsen, Wacholderstraße – Marl Mitte – Polsum Ehrenmal – Gelsenkirchen-Hassel – Buer Rathaus |
| 222   | Marl Mitte – Polsum Ehrenmal – Gelsenkirchen-Hassel – Buer Rathaus (Spät-/Wochenendverkehr) |
| AST22 | Recklinghausen Freibad Mollbeck – Oer-Erkenschwick Brandstraße (AnrufSammelTaxi) |
| 223   | Recklinghausen Hbf. – Marl-Hüls Süd – Chemiepark Marl – Marl Mitte |
| 224   | Recklinghausen Letterhausstraße – Recklinghausen Hbf. – Herten-Scherlebeck – Disteln – Herten Mitte |
| 225   | Marl Mitte – Drewer Süd – Hüls – Marl-Hamm Bahnhof – Waldsiedlung |
| TB225 | Marl Mitte – Drewer Süd – Marl Römerstraße – Marl-Hamm Bahnhof – Alte Straße (TaxiBus, Spätverkehr) |
| 226   | Marl Mitte – Sinsen Bf. – Oer-Erkenschwick Berliner Platz |
| 227   | Dorsten-Hervest Dorfstraße – Marl Riegestraße – Brassert – Marl Mitte – Sickingmühle – Haltern am See Bf. |
| TB228 | Marl-Hamm Bf. – Sickingmühle – Haltern am See-Lippramsdorf – Mersch (TaxiBus) |
| TB229 | Marl Mitte – Prosperstraße – Hauptfriedhof Marl – Op dem Dümmer (TaxiBus) |
| 230   | Recklinghausen Hbf. – Oer-Erkenschwick Berliner Platz – Walterstraße / Gewerbegebiet Hübelkamp |
| 231   | Recklinghausen Hbf. – Oer-Erkenschwick Berliner Platz – Datteln Wittener Str. – Waltrop Am Moselbach |
| 231   | Recklinghausen Hbf. – Oer-Erkenschwick Berliner Platz – An der Feuerwache (Spätverkehr) |
| TB231 | Datteln Wittener Straße – Am alten Hebewerk – Waltrop Rathaus (TaxiBus, Spätverkehr) |
| 232   | Recklinghausen Hbf – Oer-Erkenschwick Berliner Platz – Datteln Westring – Datteln Busbahnhof |
| 232   | Recklinghausen Hbf – Oer-Erkenschwick Berliner Platz – Datteln Hans-Böckler-Straße – Datteln Busbahnhof (Spätverkehr) |
| 233   | Recklinghausen Hbf – Suderwich – Castrop-Rauxel Henrichenburg Mitte |
| 234   | Herten Mitte – Herten Volkspark Katzenbusch – Herten Neue Horizonte – Recklinghausen Salentinstraße – Recklinghausen König-Ludwig-Straße – Recklinghausen Alte Grenzstraße – Recklinghausen Marderweg – Recklinghausen Am Alten Kirchplatz – Oer-Erkenschwick Kiesenfeldweg – Oer-Erkenschwick Berliner Platz                                                                                                |
| TB234 | Recklinghausen Piusstraße – Am Neumarkt (TaxiBus, Spätverkehr) |
| 235   | Recklinghausen Hbf – RE Wildermannstraße – RE Zum Wetterschacht - Stadion Hohenhorst |
| 236   | Recklinghausen Hbf. – Hillerheide – König Ludwig – Alte Grenzstraße |
| 237   | Recklinghausen Hbf. – Hillerheide – König Ludwig – Castrop-Rauxel Hbf. – Europaplatz – Castrop-Rauxel Münsterplatz |
| 238   | Recklinghausen Hbf. – Herten-Scherlebeck – Langenbochum – Westerholt –Gelsenkirchen, Buer Rathaus |
| 239   | Recklinghausen Hbf. – Hochlarmark – Recklinghausen Süd Bf. |
| 241   | Polsum Kirchstraße – Herten-Bertlich Glückauf Schule - Herten-Westerholt Schloßstraße (nicht anmeldepflichtige Fahrt der TB241 mo-fr morgens) |
| TB241 | Polsum Kirchstraße – Gelsenkirchen-Hassel Bf – Herten-Westerholt Schloßstraße – Gelsenkirchen-Resse Hedwigstraße (TaxiBus) |
| 243   | Gelsenkirchen-Buer Rathaus – Buer Nord Bf – Kokerei Hassel / Gelsenkirchen-Hassel Friedhof / Herten-Bertlich – Westerholt – Herten Mitte |
| 243   | Gelsenkirchen-Hassel Friedhof – Herten-Bertlich – Westerholt – Schloss Herten – Herten Mitte (Spätverkehr) |
| 244   | Gelsenkirchen-Resse – Gelsenkirchen-Buer Rathaus – Gelsenkirchen-Buer Nord Bahnhof – Hassel Friedhof |
| 245   | Herten Mitte – Waldfriedhof – Disteln – Langenbochum Hofstraße |
| 246   | Herten-Langenbochum Buschstraße – Westerholter Str. – Herten Mitte |
| 246   | Herten-Scherlebeck Polsumer Straße – Schlägel- und Eisenstraße – Westerholter Str. – Herten Mitte (Spätverkehr) |
| 247   | Gelsenkirchen-Buer Rathaus – Gelsenkirchen-Scholven, Nienkampstraße – Gladbeck Mentzelstraße |
| TB247 | Gladbeck Mentzelstraße – Gelsenkirchen-Scholven Stadtgrenze (TaxiBus) |
| 248   | Gelsenkirchen-Buer Rathaus – Raffinerie Scholven – Hassel Eppmannsweg (nicht anmeldepflichtige Fahrt der TB248 mo-fr morgens) |
| TB248 | Gelsenkirchen-Buer Rathaus – Raffinerie Scholven – Hassel Eppmannsweg (TaxiBus) |
| 249   | Recklinghausen Hauptbahnhof – Herten Mitte – Gelsenkirchen-Resse – Gelsenkirchen-Buer Rathaus |
| 251   | Bottrop ZOB Berliner Platz – Marienhospital – Richard-Wagner-Schule – Schneiderstr. – Grafenwald Kirche – (Grafenmühle) |
| 252   | Gelsenkirchen-Horst, Buerer Straße – Gladbeck-Butendorf – Oberhof – Zweckel Hermannschule |
| 253   | Gladbeck-Zweckel Mitte/Bf – Rentfort Nord – Oberhof – Brauck – Gelsenkirchen-Horst, Buerer Straße |
| 254   | Gladbeck-Zweckel Mitte/Bf – Schultendorf – Oberhof – Ellinghorst – Rentfort Nord |
| 255   | Gelsenkirchen-Buer Rathaus – Scholven – Gladbeck Goetheplatz |
| TB256 | Gladbeck Margaretenstr. – Bottrop-Eigen Markt / - Bottrop-Grafenwald Kirche (TaxiBus) |
| 257   | Gladbeck-Zweckel Tunnelstraße – Zweckel Mitte – Gladbeck Goetheplatz |
| 258   | Gelsenkirchen-Horst Buerer Straße – Gladbeck Brauk – Oberhof – Hegestraße – Margaretenstr. |
| 259   | Gelsenkirchen-Horst, Buerer Straße – Gladbeck-Oberhof – Bottrop-Eigen – ZOB Berliner Platz |
| 260   | Bottrop ZOB Berliner Platz – Bottrop-Boy Bahnhof – Bottrop Boyer Markt –Gelsenkirchen-Horst, Buerer Straße |
| 261   | Bottrop-Ebel, Bergbaustraße – Bottrop Hbf. – ZOB Berliner Platz – Fuhlenbrock – Eigen Markt |
| 262   | Bottrop-Eigen Markt – Industriegebiet Rheinbaben – Batenbrock – Bottrop Hbf. – Südring – ZOB Berliner Platz |
| 263   | Essen-Karnap Boyer Straße – Bottrop-Welheim – ZOB Berliner Platz – Oberhausen-Sterkrade Bahnhof |
| 264   | Bottrop Börenstraße – Eigen – ZOB Berliner Platz |
| 265   | Bottrop ZOB Berliner Platz – Boy Bf. – Bottrop Boyer Markt –Bottrop Weusterstraße / Kraneburgstraße |
| 266   | Bottrop ZOB Berliner Platz – Bottrop-Batenbrock Tetraeder – Bottrop Borsigweg – Bottrop Wallmannstraße – Bottrop Boyer Markt |
| 267   | Bottrop ZOB Berliner Platz – Herzogstraße – Hegestraße – Schneiderstraße – Schulze-Delitzsch-Straße – Bottrop Feldhausen Bahnhof / Movie Park – Bottrop Rotthoffs-Hof – Dorsten Schwickingsfeld – Dorsten ZOB (Bottrop Schulze-Delitzsch-Straße <--> Dorsten ZOB: meistens als TaxiBus) |
| 268   | Bottrop Zeche Franz Haniel – Fuhlenbrock Markt – Bottrop ZOB Berliner Platz – Welheim – Bottrop Welheimer Mark Klopriesstraße |
| TB269 | Taxibus: Bottrop Schneiderstraße – Bottrop Grafenmühle – Bottrop Auf der Kämpe – Bottrop Schulze-Delitzsch-Straße – Bottrop Im Pinntal |
| 271   | Haltern am See Bahnhof – Haltern, Völklingenstraße |
| 272   | Haltern am See Bahnhof – Haltern, Hullern Ehrenmal |
| 273   | Haltern am See Bahnhof – Haltern-Sythen Bahnhof – Lehmbraken – Haltern Silbersee |
| AST71 | Haltern am See Bahnhof – Haltern Uhlenhof (AnrufSammelTaxi) |
| AST73 | Haltern am See Bahnhof – Kärntner Platz – Haltern Drügen Pütt (AnrufSammelTaxi) |
| 274   | Dorsten ZOB – Dorsten Hervest Dorfstraße |
| 275   | Haltern am See Bahnhof – Lavesum – Haltern Ketteler Hof |
| 276   | Dorsten-Östrich Baumbachstraße / Dorsten-Hardt Gahlener Straße – ZOB Dorsten – Dorsten-Holsterhausen Friedensplatz |
| TB277 | Haltern am See Bahnhof – Marl Westfälische Klinik – Marl-Sinsen Bahnhof (TaxiBus) |
| 278   | Dorsten-Hardt Gahlener Straße – ZOB Dorsten – Dorsten-Holsterhausen Wennemarstraße / Kreskenhof |
| 278   | Dorsten-Holsterhausen Wennemarstraße – Westwall – Essener Tor – ZOB Dorsten (Spätverkehr) |
| TB278 | Dorsten In der Miere – ZOB Dorsten (TaxiBus, Spätverkehr) |
| AST78 | Dorsten ZOB – Repeler Heide – Tönsholt (AnrufSammelTaxi) |
| TB279 | Dorsten Friedhof Hardt – Westwall – ZOB Dorsten – Dorsten Altenzentrum Maria Lindenhof (TaxiBus) |
| AST79 | Dorsten ZOB – Dorsten-Holsterhausen Waldfriedhof (AnrufSammelTaxi) |
| 280   | Datteln Elisabethstraße – Datteln Am Tigg (-> Ludgerushaus)– Datteln Hafen (-> Elisabethstraße) – Datteln Busbahnhof – Datteln Am Dümmerbach – Datteln Ludgerushaus |
| 281   | Datteln Elisabethstraße – Datteln Hafen (-> Ludgerushaus) – Datteln Am Tigg (-> Elisabethstraße) – Datteln Bus Bf – Datteln Am Dümmerbach – Datteln Ludgerushaus (– Horneburg; eine Fahrt mo-fr morgens) |
| TB281 | TaxiBus: Datteln Elisabethstraße – Datteln Bus Bf – Ludgerushaus – Horneburg (TaxiBus überwiegend zwischen Emscher-Lippe-Straße und Horneburg, im Früh-/Spätverkehr komplette Strecke) |
| TB282 | Datteln Bus Bf – Datteln Hauptfriedhof – Datteln Brauckmann Am Brink (TaxiBus, verkehrt außerhalb der Betriebszeiten der S91) |
| 283   | Waltrop Siedlung Im Hangel – Waltrop Am Moselbach – Waltrop Kettelersiedlung |
| 284   | Waltrop Am Moselbach – Sydowstraße – Lünen-Brambauer Verkehrshof |
| TB284 | Waltrop Rathaus – Am Moselbach – Sydowstraße – Lünen-Brambauer Verkehrshof (TaxiBus, Spätverkehr) |
| 285   | Waltrop Am Moselbach – Waltrop Im Siepen (-> Gasstraße) – Waltrop Bahnhof (-> Am Moselbach) – Waltrop Gasstraße |
| 286   | (Datteln centr-o-med) – Datteln Busbahnhof – Schubertstraße – Datten Hagemer Feld |
| AST86 | Datteln Busbf. – Beisenkampsiedlung (AnrufSammelTaxi) |
| AST87 | S: Waltrop Sportzentrum – Sydowstraße (AnrufSammelTaxi) |
| AST89 | Castrop-Rauxel-Ickern Markt – Waltrop Rathaus (AnrufSammelTaxi) |
| 288   | Haltern am See Bahnhof – Haltern Kanalbrücke – Haltern Schleuse Flaesheim – Datteln Ehrenmal – Datteln Busbahnhof |
| 289   | Dortmund-Mengede Bf - Waltrop Klöcknersiedlung – Waltrop Am Moselbach |
| TB294 | Bottrop ZOB Berliner Platz – Bottrop-Vonderort – Bottrop Hbf. – Klopriesstraße – Welheim Am Kämpchen (TaxiBus) |
| 294   | Bottrop Hbf. – Bottrop Klopriesstraße |
| 296   | Dorsten-Altendorf-Ulfkotte Im Päsken – ZOB Dorsten |
| TB296 | Polsum Kirchstraße – Dorsten-Altendorf-Ulfkotte Im Päsken – ZOB Dorsten (TaxiBus, Spät-/Wochenendverkehr) |
| 298   | Haltern am See Bf. – Lippramsdorf – Dorsten-Barkenberg Handwerkshof – Waldfriedhof Barkenberg |
|       | Städte-Schnellbus Linien |
| SB16  | Essen Hbf – Essen Berliner Platz – Essen Hafenstraße – Bottrop Hbf – BOT ZOB Berliner Platz – BOT Herzogstraße – BOT Schulze-Delitzsch-Straße – Bottrop-Kirchhellen, St. Antonius-Hospital (Schnellbus) |
| SB20  | Recklinghausen Hbf – RE Vestlandhalle – RE König-Ludwig-Straße – HER Schloß Strünkede – Herne Bahnhof (StädteSchnellbus) |
| SB22  | Datteln Busbahnhof – DAT Vestische Kinderklinik – DAT Neuer Weg – DAT Wittener Straße – Castrop-Rauxel Henrichenburg Mitte – Castrop-Rauxel Hbf – Castrop-Rauxel Europaplatz – Castrop-Rauxel Münsterplatz (StädteSchnellbus) |
| SB24  | Recklinghausen Hbf – RE Campus Blumenthal – Oer-Erkenschwick Berliner Platz – Datteln Busbahnhof – Waltrop Im Bruch – Waltrop Rathaus – Waltrop Am Moselbach – DO Mengede Markt – Dortmund-Mengede Bahnhof (Schnellbus) |
| SB24  | Datteln Busbahnhof – Waltrop Im Bruch – Waltrop Rathaus – DO Mengede Markt – Dortmund-Mengede Bahnhof (Schnellbus, Spätverkehr) |
| SB25  | Dorsten ZOB – Dorsten Schleusenstraße – Marl Riegestraße – Marl Mitte – RE Knappschafts-Krankenhaus – Recklinghausen Hbf. (Schnellbus) |
| SB26  | Dorsten ZOB – Dorsten-Wulfen – Barkenberg – Marl Mitte (Schnellbus) |
| SB27  | Marl Mitte – Herten-Langenbochum – Herten Mitte – Bergwerk Ewald 1/2 – Herne Wanne-Eickel Hbf. (StädteSchnellbus) |
| SB27  | Herten Mitte – Bergwerk Ewald 1/2 – Herne-Wanne-Eickel Hbf. (StädteSchnellbus, Spätverkehr) |
| SB36  | Gelsenkirchen Hbf. – Gelsenkirchen, Schloß Horst / Buerer Straße – Gladbeck, Oberhof / Goetheplatz – Gladbeck West Bahnhof – Bottrop-Kirchhellen, Schulze-Delitzsch-Str. (Schnellbus) (in Kooperation mit BOGESTRA) |
| SB 49 | Recklinghausen Hbf. – Herten Mitte – Gelsenkirchen-Buer Rathaus (Schnellbus) |
| SB91  | Gelsenkirchen-Buer – Gladbeck Goetheplatz – Bottrop-Eigen Markt – ZOB Berliner Platz – Oberhausen-Osterfeld – Neue Mitte Oberhausen – Oberhausen Hbf. – Bero-Zentrum (Schnellbus) (in Kooperation mit der STOAG) |
| S91   | Datteln Vestische Kinderklinik – Datteln Bus Bf – Olfen Mobilpunkt Stadthalle – Lüdinghausen Bf – Lüdinghausen Busbf (– S90 Senden Busbf – A43 – Münster Hbf) (Schnellbus) (Linienkonzession; Fahrtbetrieb durch die RVM) |
|       | Xpressbus Linien |
| X13   | Datteln Busbahnhof – Waltrop Rathaus – Dortmund-Mengede Bahnhof – Dortmund Kokerei Hansa – Dortmund-Huckarde Bushof – Dortmund Wittener Straße – Dortmund-Dorstfeld – Dortmund Universität – Dortmund-Eichlinghofen, Otto-Hahn-Straße (Technologiepark) (in Kooperation mit der DSW21) (abends und sonntags ganztägig Stundentakt)                                                                           |
| X42   | Dorsten ZOB – Dorsten Schwickingsfeld – Bottrop Rotthoffs-Hof / Bottrop-Feldhausen, Movie Park – Bottrop-Feldhausen Bahnhof – Bottrop Schulze-Delitzsch-Straße – Bottrop Schneiderstraße – Oberhausen Hirsch-Center – Oberhausen-Sterkrade Bahnhof – Neue Mitte Oberhausen – Oberhausen Hbf (in Kooperation mit der STOAG) (abends und Sonntags ganztägig nur zwischen Dorsten ZOB und Oberhausen-Sterkrade) |
|       | NachtExpress Linien |
| NE1   | Recklinghausen Hbf. – Hochlarmark – Recklinghausen-Süd – König Ludwig – Röllinghausen – Suderwich – Recklinghausen Hbf. |
| NE2   | Bottrop ZOB Berliner Platz – Gladbeck Goetheplatz – Scholven – Gelsenkirchen-Buer Rathaus – Gelsenkirchen-Resse – Herten Mitte – Recklinghausen Hbf. |
| NE3   | Recklinghausen Hbf. – Marl Mitte – Dorsten Recklinghäuser Tor |
| NE5   | Recklinghausen Hbf. – Süd – Herne Bahnhof |
| NE6   | Marl Mitte – Marl Römerstraße – Sinsen Bf – Obersinsener Straße |
| NE7   | Herten Mitte – Bergwerk Ewald 1/2 – Herne-Wanne-Eickel Hbf. |
| NE8   | Dorsten Recklinghäuser Tor – Hervest Dorfstraße – Wulfen – Barkenberg Handwerkshof |
| NE9   | Gelsenkirchen-Buer Rathaus – Hassel Bahnhof – Herten-Bertlich – Westerholt – Langenbochum – Scherlebeck – Copa Ca Backum – Herten Mitte |
| NE14  | Recklinghausen Hbf – Oer-Erkenschwick Berliner Platz – Datteln Hans-Böckler-Straße – Datteln Busbahnhof – Waltrop Rathaus – Dortmund Mengende Bf. |
| NE18  | Bottrop ZOB Berliner Platz – Fuhlenbrock – Kirchhellen Schulze-Delitzsch-Straße |
| NE19  | Bottrop ZOB Berliner Platz – Boy Bf. – Gelsenkirchen-Horst Essener Straße/Kärntener Ring |
| NE21  | Bottrop ZOB Berliner Platz – Oberhausen-Osterfeld – Neue Mitte Oberhausen – Oberhausen Hbf. |

| Linie | Linienweg |
| ----- | --- |
| 200   | Datteln Bus Bf – Oer-Erkenschwick – Marl-Sinsen Bf. – Marl HÜLS AG                                                                         |
| 200   | Castrop-Rauxel Hbf. – Henrichenburg – Datteln – Haltern am See Bf. (Fahrradbus \| nur sonntags)                                            |
| 201   | Herten Gesamtschule – Herten Mitte – Langenbochum – Transvaal – Marl-Drewer Süd – Marl HÜLS AG                                             |
| 203   | Schermbeck – Dorsten-Holsterhausen – Hervest – Marl HÜLS AG                                                                                |
| 205   | Recklinghausen Hbf. – Recklinghausen-Süd – Herne Bf                                                                                        |
| 212   | Recklinghausen Hbf. – Lohweg – Oer-Erkenschwick Werkstraße                                                                                 |
| 215   | Haltern – Lehmbraken Mitte |
| 216   | Dorsten Hammer Weg – Hervest – Holsterhausen                                                                                               |
| 218   | Wanne-Eickel Hbf. – Wanne Im Dannenkamp |
| 219   | Wanne-Eickel Hbf. – Herten Mitte – Herten-Westerholt                                                                                       |
| 229   | Marl-Sinsen – Georg-Herwegh-Str. – Marl HÜLS AG                                                                                            |
| 230   | Recklinghausen Hbf.– Buddestraße – Oer Mitte – Hünenplatz – Oer-Erkenschwick Berliner Platz                                                |
| 238   | Recklinghausen Hbf. – Marl-Hüls – Marl Mitte – Dorsten-Wulfen – Dorsten-Barkenberg, Waldfriedhof Barkenberg                                |
| 240   | Gelsenkirchen-Resse – Herten-Westerholt Bf. – Marl-Polsum                                                                                  |
| 241   | Marl Mitte – Drewer – Bergwerk Auguste Victoria 3/7                                                                                        |
| 242   | Herten Mitte – Herten-Scherlebeck – Marl Mitte – Sickingmühle – Haltern Bf. – Haltern Saarplatz                                            |
| 248   | Haltern – Lavesum – Granat Hagedorn |
| 250   | Marl HÜLS AG – Marl-Drewer |
| 297   | Bottrop-Kirchhellen – ZOB Dorsten (Einsatzwagen, verkehren seit dem 14. August 2022 unter Liniennummer 267)                                |
| 979   | Oberhausen Sterkrade Bahnhof – Bottrop-Fuhlenbrock – Bottrop ZOB Berliner Platz (Betrieb seit dem 7. Januar 2025 nur noch durch die STOAG) |
| CE50  | Bottrop ZOB Berliner Platz – Kirchhellen – ZOB Dorsten                                                                                     |
| CE55  | Gelsenkirchen-Buer Rathaus – Gladbeck Goetheplatz – Bottrop ZOB Berliner Platz                                                             |
| CE91  | OB-Lirich Westfriedhof – Oberhausen Hbf. – Oberhausen-Osterfeld Süd Bf. – Bottrop ZOB Berliner Platz – Gelsenkirchen-Buer Rathaus          |
| So1   | Oberhof – Waldenburger Str. |
| So2   | Oberhof – Feldstraße – Rosenhügel – Gelsenkirchen-Horst Essener Str. – Gladbeck-Brauck – Oberhof                                           |
| So3   | Oberhof – Allmannstraße – Rosenhügel |
| So4   | Oberhof – Zweckel – Schultendorf – Oberhof                                                                                                 |
| So5   | Oberhof – Rentfort – Zweckel Phenol Chemie / Dechenstraße                                                                                  |
| So6   | Oberhof – Rentfort – St.-Joseph-Kirche – Ellinghorst – Oberhof                                                                             |
| NE4   | Recklinghausen Hbf. – Oer-Erkenschwick – Datteln-Meckinghoven – Datteln Busbf. – Oer-Erkenschwick – Recklinghausen Hbf.                    |

| Linie | Linienweg |
| ----- | --- |
| 202   | Dorsten-Holsterhausen – Tönsholt – Altendorf-Ulfkotte – Marl HÜLS AG                                                                               |
| 206   | Datteln Ostring – Datteln Busbf. – Meckinghoven – Horneburg – Oer-Erkenschwick – Marl-Sinsen Bf. – Marl HÜLS AG                                    |
| 207   | Herten Gesamtschule – Westerholt Bf. – Bertlich – Gelsenkirchen-Hassel                                                                             |
| 210   | Herten Mitte – Westerholt Bf. – Gelsenkirchen-Buer – Scholven – Gladbeck Oberhof – Rentfort – Bottrop Hornstraße / – Bottrop Bergwerk Prosper IV   |
| 210   | Recklinghausen-Röllinghausen Marderweg – Recklinghausen-Süd Bf. – Neue Horizonte – Herten Mitte – Westerholt – Gelsenkirchen-Buer Rathaus          |
| 211   | Herten Mitte – Westerholt Bf. – Gelsenkirchen-Hassel – Gelsenkirchen-Buer Rathaus – Scholven – Gladbeck Oberhof – Rentfort, St.-Joseph-Kirche      |
| 214   | Haltern – Lippramsdorf – Tannenberg – Eppendorf – Waldschänke Hohe Mark                                                                            |
| 217   | Herten Mitte – Recklinghausen-Bockholt – Marl-Sickingmühle                                                                                         |
| 221   | Marl Hügelhaus – Marl Mitte – HÜLS AG – Lenkerbeck Feuerwehrhaus                                                                                   |
| 222   | Recklinghausen Hbf. – Marl-Sinsen – Marl Mitte – Polsum Ehrenmal – Gelsenkirchen-Hassel – Gelsenkirchen-Buer Rathaus                               |
| 223   | Marl-Sinsen – Hüls – Marl Mitte |
| 224   | Recklinghausen Hbf. – Herten-Langenbochum – Herten Mitte – Recklinghausen-Hochlarmark – Recklinghausen Süd Bf. – Röllinghausen Marderweg           |
| 225   | Herten Mitte – Disteln – Langenbochum |
| 226   | Dorsten-Deuten – Wulfen – Gesamtschule Barkenberg                                                                                                  |
| 227   | Recklinghausen Hbf. – Lohweg – Letterhausstraße |
| 228   | Recklinghausen Hbf. – Kreishaus – Maybachstraße |
| 230   | Recklinghausen Hbf. – Oer-Erkenschwick Berliner Platz                                                                                              |
| 231   | Recklinghausen Hbf. – Oer-Erkenschwick Berliner Platz – Datteln Wittener Str. – Waltrop Am Moselbach – Lünen-Brambauer Verkehrshof                 |
| 233   | Recklinghausen Hbf. – Suderwich – Castrop-Rauxel-Henrichenburg Mitte – Datteln Wittener Str. – Datteln Busbf.                                      |
| 234   | Recklinghausen Hbf. – Herten-Langenbochum – Herten Mitte – Recklinghausen-Hochlarmark – Recklinghausen-Süd – Essel Kirche – Oer-Erkenschwick       |
| 235   | Recklinghausen-Süd – Recklinghausen Hbf. – Marl HÜLS AG                                                                                            |
| 236   | Recklinghausen Hbf. – Oer-Erkenschwick – Datteln Busbf. – Olfen Oststraße                                                                          |
| 243   | Haltern – Lippramsdorf – Kusenhorst – Mersch Kolkstraße                                                                                            |
| 243   | Gelsenkirchen-Buer Rathaus – VEBA ÖL AG – Hassel – Herten-Bertlich – Westerholt – Herten Mitte                                                     |
| 245   | Gelsenkirchen-Buer Rathaus – VEBA OEL AG – ZOB Dorsten – Schermbeck – Raesfeld Marbecker Str.                                                      |
| 246   | Haltern – Sythen – Lehmbraken – Lavesum |
| 247   | Herten-Westerholt – Gelsenkirchen-Buer – Scholven Stadtgrenze                                                                                      |
| 249   | Recklinghausen Hbf. – Herten Mitte – Gelsenkirchen-Resse – Gelsenkirchen-Buer Rathaus – Gladbeck Oberhof                                           |
| 250   | Gladbeck Westbf. Vorplatz – Gladbeck Innovationszentrum Wiesenbusch                                                                                |
| 251   | Marl Mitte – Brassert Markt – HÜLS AG – Haltern Kusenhorst – Haltern Lippramsdorf                                                                  |
| 252   | Gladbeck Oberhof – Zweckel – Rentfort – Oberhof – Waldenburger Str.                                                                                |
| 253   | Gladbeck-Zweckel Dechenstraße – Rentfort Nord – Oberhof – Brauck                                                                                   |
| 254   | Gladbeck-Zweckel Phenol Chemie / Dechenstraße – Zweckel Bf – Oberhof – Rosenhügel                                                                  |
| 257   | Gladbeck-Zweckel Frochtwinkel – Oberhof – Gelsenkirchen-Horst                                                                                      |
| 259   | Gelsenkirchen-Horst – Gladbeck-Oberhof – Bottrop-Eigen – ZOB Berliner Platz – Oberhausen-Osterfeld Hasenstraße                                     |
| 260   | Bottrop-Ebel – Bottrop ZOB Berliner Platz – Boy Bf. – Gelsenkirchen-Horst                                                                          |
| 261   | Gladbeck Oberhof – Bottrop-Kirchhellen – Grafenwald – ZOB Berliner Platz                                                                           |
| 262   | Bottrop-Grafenwald – Eigen Markt – ZOB Berliner Platz – Vonderort                                                                                  |
| 263   | Bottrop-Boy – ZOB Pferdemarkt – Oberhausen-Osterfeld Süd Bf. – Oberhausen-Sterkrade Bf.                                                            |
| 264   | Bottrop Betriebshof – Eigen Markt – ZOB Berliner Platz – Fuhlenbrock – Zeche Franz Haniel                                                          |
| 265   | Bottrop Welheimer Mark Klopriesstraße – ZOB Berliner Platz – Görkenstraße Altenheim                                                                |
| 266   | Bottrop Welheimer Mark Klopriesstraße – Batenbrock – ZOB Berliner Platz – Devensstraße                                                             |
| 267   | Bottrop Betriebshof – Eigen Markt – Fuhlenbrock – Zeche Franz Haniel                                                                               |
| 268   | Bottrop Boyer Markt – ZOB Berliner Platz – Vonderort                                                                                               |
| 269   | Bottrop-Grafenwald – Kirchhellen – Feldhausen |
| 270   | Recklinghausen Hbf. – Marl-Drewer Süd – Marl Mitte – Brassert Markt – ZOB Dorsten – In der Miere                                                   |
| 271   | Haltern – Holtwick Uhlenhof |
| 273   | Haltern – Bossendorf – Flaesheim –Westleven |
| 274   | Dorsten-Hervest – ZOB Dorsten – Holsterhausen Wennemarstraße                                                                                       |
| 275   | Haltern – Bossendorf – Hamm – Marl-Herne |
| 277   | Marl Mitte – Hauptfriedhof – Asternstraße |
| 278   | ZOB Dorsten – Bottrop-Kirchhellen – ZOB Berliner Platz – Oberhausen-Osterfeld Süd Bf. – Oberhausen Hbf.                                            |
| 279   | Haltern-Lippramsdorf – Kusenhorst – Waldschänke Hohe Mark – Tannenberg – Eppendorf – Lippramsdorf                                                  |
| 280   | Datteln Hafen – Datteln Busbf. – Hagem – Dümmersiedlung – Castrop-Rauxel-Henrichenburg Mitte – Ickern Markt                                        |
| 284   | Datteln Busbf. – Ahsen – Haltern-Flaesheim – Haltern                                                                                               |
| 287   | Marl Mitte – Dorsten Altendorf-Ulfkotte – ZOB Dorsten                                                                                              |
| 289   | Datteln Busbf. – Waltrop – Groppenbruch – Dortmund-Mengede – Nette/Oestrich                                                                        |
|       | |
| CE56  | Gelsenkirchen Hbf. – Horst – Gladbeck Goetheplatz – Zweckel Phenol Chemie / Dechenstraße                                                           |
|       | |
| SB24  | Gelsenkirchen-Buer Rathaus – Herten-Westerholt – Langenbochum – Scherlebeck – Recklinghausen Hbf. – Oer-Erkenschwick – Datteln – Waltrop           |
| SB26  | Recklinghausen Hbf. – Marl Mitte – Dorsten-Wulfen – Dorsten-Deuten                                                                                 |
| NE2   | Bottrop ZOB Berliner Platz – Gladbeck Goetheplatz – Scholven – Gelsenkirchen-Buer Rathaus – Herten-Westerholt – Herten Mitte – Recklinghausen Hbf. |
| NE3   | Recklinghausen Hbf. – Marl Mitte – Dorsten Recklinghäuser Tor – Marl Mitte – Hüls – Sinsen Bahnhof – Recklinghausen Hbf.                           |
| NE7   | Marl-Sickingmühle – Hüls – Marl Mitte – Herten-Westerholt – Langenbochum – Scherlebeck – Herten Mitte                                              |
| NE9   | Gelsenkirchen-Buer Rathaus – Hassel Friedhof |
| NE14  | Datteln Busbf. – Waltrop – Dortmund-Mengede Bf. – Waltrop Am Moselbach – Datteln Busbf.                                                            |

## KÖR – Kooperation östliches Ruhrgebiet

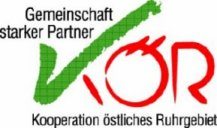
Logo der Kooperation östliches Ruhrgebiet

Seit dem Jahr 1999 arbeitet die Vestische im Rahmen der Kooperation östliches Ruhrgebiet KÖR mit den Verkehrsunternehmen Bochum-Gelsenkirchener Straßenbahnen AG (BOGESTRA), Dortmunder Stadtwerke AG (DSW21) und der Straßenbahn Herne–Castrop-Rauxel (HCR) zusammen. Ziel dieser Kooperation ist es, den Fahrgästen eine einheitlichere Leistung anzubieten. Durch die Zusammenarbeit in der KÖR können die Partnerunternehmen sich über gemeinsame Ziele austauschen. Im Jahr 2017 kam die Verkehrsgesellschaft Ennepe-Ruhr, 2019 die Hagener Straßenbahn AG und 2020 die Ruhrbahn Essen / Mülheim hinzu. Der Zusammenschluss wurde in der Folgezeit erweitert und nennt sich nunmehr Kooperation Metropole Ruhr.
Seit 2000 kaufen die Partnerunternehmen gemeinsam Fahrzeuge desselben Typs. Durch die Ausstattung in größeren Stückzahlen können Preisvorteile erzielt werden. Zudem haben die baugleichen Busse den Vorteil, dass bei Engpässen bzw. bei Überkapazitäten auch Fahrer anderer Unternehmen aushelfen können. Mit der Gestaltung der Busse in den NRW-Landesfarben Grün-Weiß-Rot einigten sich die KÖR-Mitglieder auf ein einheitliches Design.
Durch den Einsatz des gleichen Fahrzeugtyps führen die jeweiligen Werkstätten der KÖR-Partner gegenseitig Unfallreparaturen und Sattlereiarbeiten durch. Auch durch die Reduzierung von Fremdaufträgen bei einzelnen Sonderwünschen können Kosten vermieden werden. Darüber hinaus gibt es eine gemeinsame Lagerhaltung.
Mit einem gemeinsamen Internetauftritt bieten die vier Verkehrsunternehmen seit März 2001 ein Mobilitätsportal für Kunden. Auf der Internetsite kann der Fahrgast sich über Fahrpläne informieren, aktuelle Fahrplanauskünfte einholen oder sich das Ticket bereits zu Hause ausdrucken.
Für den Bereich Kundenservice und Sicherheitssystem sollten Maßnahmen für die rund 340 Millionen Fahrgäste getroffen werden, die die Komfortabilität des Personennahverkehrs steigern und das Sicherheitsgefühl der Kunden verstärken. Realisierte Projekte sind der Videoschutz als Präventionsmaßnahme vor Verschmutzung und Vandalismus und den kontrollierten Vordereinstieg der Fahrgäste, um Schwarzfahren und Verschmutzungen vorzubeugen.

## Projekte

### Busschule
Seit 1997 wird an jedem Schultag eine Schulklasse auf dem Betriebsgelände der Vestischen betreut. Das für die Schulen kostenlose Angebot richtet sich an die erste bis fünfte Klasse und wird jeweils altersgerecht durchgeführt. Sicheres und soziales Verhalten bei der Nutzung der öffentlichen Verkehrsmittel primär im Schülerverkehr ist Ziel des Projekts Busschule. Im November 1997 wurde die Busschule vom Bundesministerium für Verkehr im Rahmen eines deutschlandweiten Wettbewerbs des ADAC als Sieger in der Kategorie „Bus und Bahn“ ausgezeichnet.

### Phantom-Haltestellen
Die Vestische Straßenbahnen GmbH unterstützt die Errichtung von sogenannten Phantom-Haltestellen. Diese sehen aus wie übliche Bushaltestellen, jedoch wird kein Bus diese Haltepunkte anfahren. Denn bei einer Phantomhaltestelle handelt es sich in erster Linie um eine therapeutische Maßnahme für an Demenz erkrankte Patienten. Ein Merkmal dieser Erkrankung ist es, dass das Kurzzeitgedächtnis kaum noch funktioniert, während das Langzeitgedächtnis jedoch noch länger aktiv ist. Viele der an diesem Krankheitsbild erkrankten Menschen sind daher von Dingen getrieben, die früher erledigt werden mussten, z. B. die Kinder vom Bus abzuholen – es entsteht ein enormer Bewegungsdrang. Die Phantom-Haltestelle soll daher als „Brücke“ dienen, indem sie den Patienten hilft, sich an etwas Vertrautem zu orientieren.
Neben zwei Phantom-Haltestellen in Bottrop stiftete die Vestische auch schon Haltepunkte in Dorsten, Haltern am See, Gladbeck und Datteln. Das Unternehmen stellt interessierten Einrichtungen auf Wunsch Haltestellen-Masten, die Beschilderung und individuell angefertigte Fahrpläne zur Verfügung.

## Zahlen
|                       | Jahr 2006 | Jahr 2007 | Jahr 2008 | Jahr 2009 | Jahr 2010 | Jahr 2016 | Jahr 2017 |
| --------------------- | --------- | --------- | --------- | --------- | --------- | --------- | --------- |
| Fahrgäste gesamt Tsd. | 64.914    | 66.151    | 65.006    | 63.511    | 62.906    | 60.564    | 59.641    |
| Betriebsleistung Tsd. | 19.317    | 18.800    | 18.489    | 18.546    | 19.083    | k. A.     | k. A.     |
| Mitarbeiterzahl       | 1.007     | 977       | 997       | 987       | 981       | 1.023     | 994       |
| Umsatzerlöse T€       | 44.878    | 45.966    | 46.403    | 47.624    | 48.086    | 56.820    | 58.010    |

Die Zahlen sind Pressemitteilungen bzw. den offiziellen Geschäftsberichten entnommen.